# Château de Fromont
Pour les articles homonymes, voir Fromont (homonymie).
 (juin 2025).
Le château de Fromont, dit aussi anciennement château de Frémont, est situé sur la commune de Ris-Orangis, dans le département de l'Essonne, en France.

## Historique

### Commanderie templière de Fromont
Le plus ancien propriétaire connu d'un château à Fromont, vers 1150, est Gui de Trousseau.
En 1173, l'ordre du Temple, qui possède alors des biens à Fromont, installe une Commanderie dans ce qui n'est alors qu'une imposante maison fortifiée.
Le roi Philippe VI de Valois fait don des terrains acquis par l'ordre du Temple à l'abbaye Saint-Magloire de Paris.
Jusqu'en 1246, les acquisitions de terres sur Fromont furent faites au nom des Templiers de Paris ; ensuite elles furent faites pour le compte de ceux de la maison de Fromont. Après la chute des Templiers, le roi de France, Philippe de Valois, en fit don à l'abbaye de Saint-Magloire. Laissé longtemps à l'abandon, il servit de carrière de pierres aux Rissois qui venaient y chercher les matériaux pour la construction de leur maison.

### XVIe et XVIIe siècles: Jacques de Thou et François-Auguste de Thou
En 1564 (ou 1574 ?), le Grand-Prieur de France afferma Fromont au marquis Jacques de Thou moyennant un fermage de cent livres. Jacques de Thou, historien, était conseiller du roi Charles IX et premier président du Parlement de Paris. Il est mort le 7 mai 1617. Après sa mort, de 1617 à 1642, le château passe à son fils, François-Auguste de Thou (1604-1642). Celui-ci est exécuté pour crime de lèse-majesté, après avoir participé à la conspiration du marquis de Cinq-Mars.

### Milieu du XVIIe: Arnoul de Nouveau et son fils Jérosme de Nouveau (de 1642 à 1665), puis les héritiers de ce dernier (de 1665 à 1687)
Après François-Auguste de Thou, le domaine de Fromont fut acheté par Arnoul de Nouveau.
Son fils, Jérosme de Nouveau (1613-1665), hérita de Fromont. Il porta le titre de baron de Lignières, seigneur de Fromont, il était également Conseiller du roi en tous ses Conseils, Commandeur et Grand trésorier de l’Ordre de Saint-Louis, Grand maître des Courriers et surintendant général des Postes et relais de France. Il fit exécuter des travaux et embellissements au château où Louis XIV coucha le 20 avril 1661. Par la suite, le roi s’y arrêtera six fois pour déjeuner, en 1678, 1679, 1680, 1694, 1695 et 1697. Le roi reviendra à Fromont en 1702, alors que le château appartenait à Philippe de Lorraine. La marquise de Sévigné connaissait bien MM. de Nouveau et en parla fréquemment dans ses Lettres, ainsi que des personnages qui étaient reçus à Fromont.
Tallemant des Réaux évoqua, dans ses Historiettes, les frasques de Jérosme de Nouveau :
"Jérôme de Nouveau est grand dissipateur des revenus considérables qu’il tient de la Poste; il aime le panache et se tient à l’affût de tout ce qui peut flatter sa vanité de parvenu.
« Madame de Nouveau est la plus grande folle de France. Pour un deuil de six semaines on lui a fait six habits; elle a eu des jupes de toutes les couleurs qu’elle ne se prive pas de montrer... ».
« Estant grosse, elle a retenu deux nourrices de peur d’en manquer... »
« Une autre fois elle ne voulut pas d’un laquais parce qu’il estoit laid, et que si elle devenoit grosse, il y auroit du danger à le regarder."
Jérôme de Nouveau qui avait tiré profit de sa fonction par les ventes et reventes des offices de Maîtres des Courriers dont il était le dispensateur eut bientôt à répondre de ses exactions devant la Chambre de Justice. Sa charge lui fut reprise et revint au domaine du Roi. La fille de Jérôme, Catherine hérita à son tour du domaine et son mari, messire Charles de Boudeville se fit appeler « Seigneur de la terre de Fromont ». Les héritiers vendent finalement le domaine au chevalier de Lorraine en 1687.

### Les gravures du château de Frémont (première moitié du XVIIe siècle)
Au milieu du XVIIe siècle, Israël Silvestre et / ou Israël Henriet (son oncle) viennent dessiner le château et les jardins. La notice d'une de ses représentations indique : 
« Fromont est à cinq lieues de Paris sur le chemin de Fontainebleau. Son assiette est très belle pour estre ornée de plusieurs costeaux qui forme[nt] un très beau paysage. La rivière de Seine en est le principal ornement, se trouvant en paralèle des allées du jardin, qui est délicieux par les excellens fruits que produisent ses espalliers, par le bois et le couvert le plus agréable du monde, estant orné de fontaines et bordé d'une cascade de cent toises de long. Enfin, par les parterres en terrasse terminez par une demye lune d'eau de 252 pieds de face, animée d'un très grand jet dans son milieu, et de douze bouillons sur le gazon qui l'environne. »

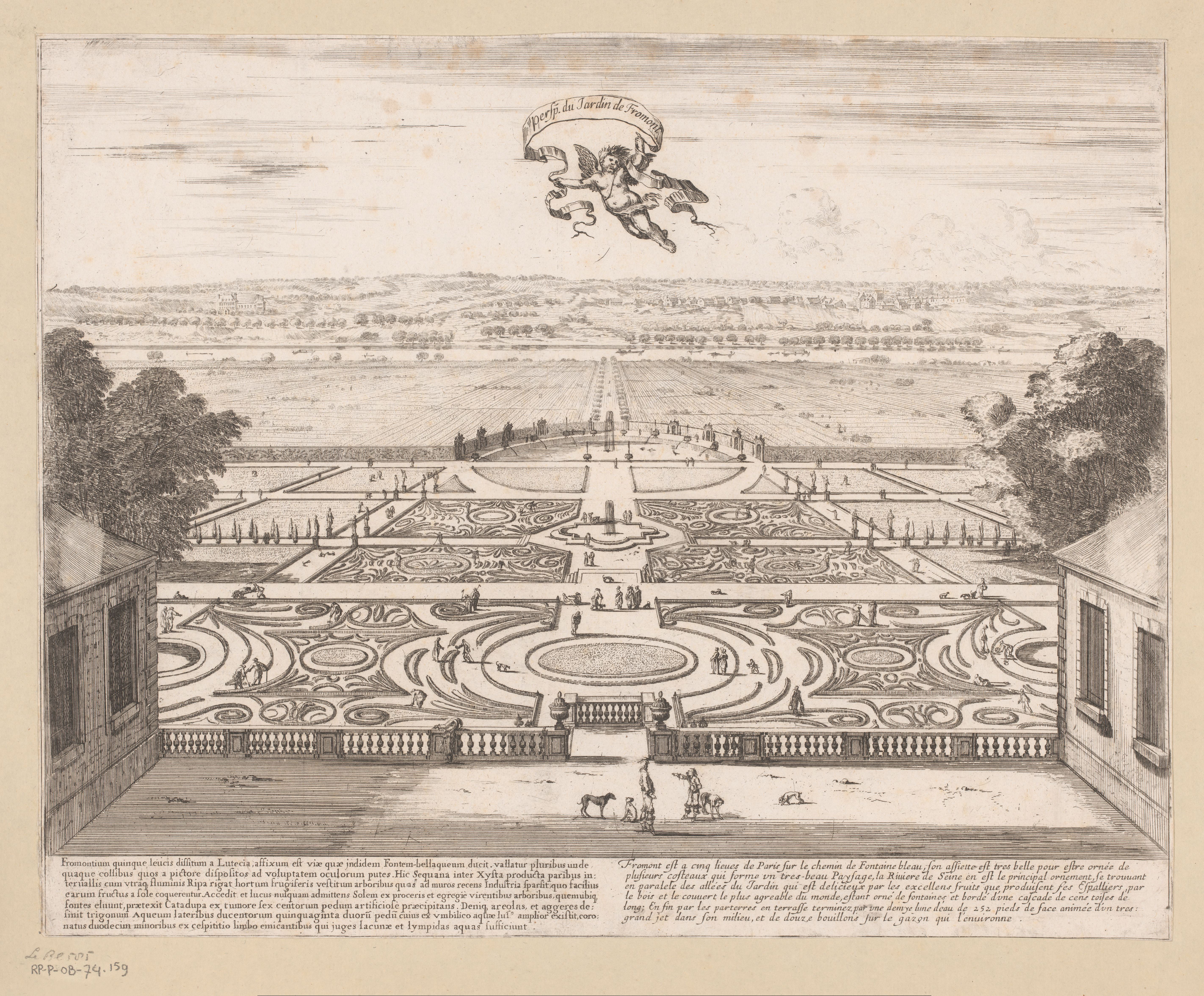
Château de Fromont, par Israel Silvestre
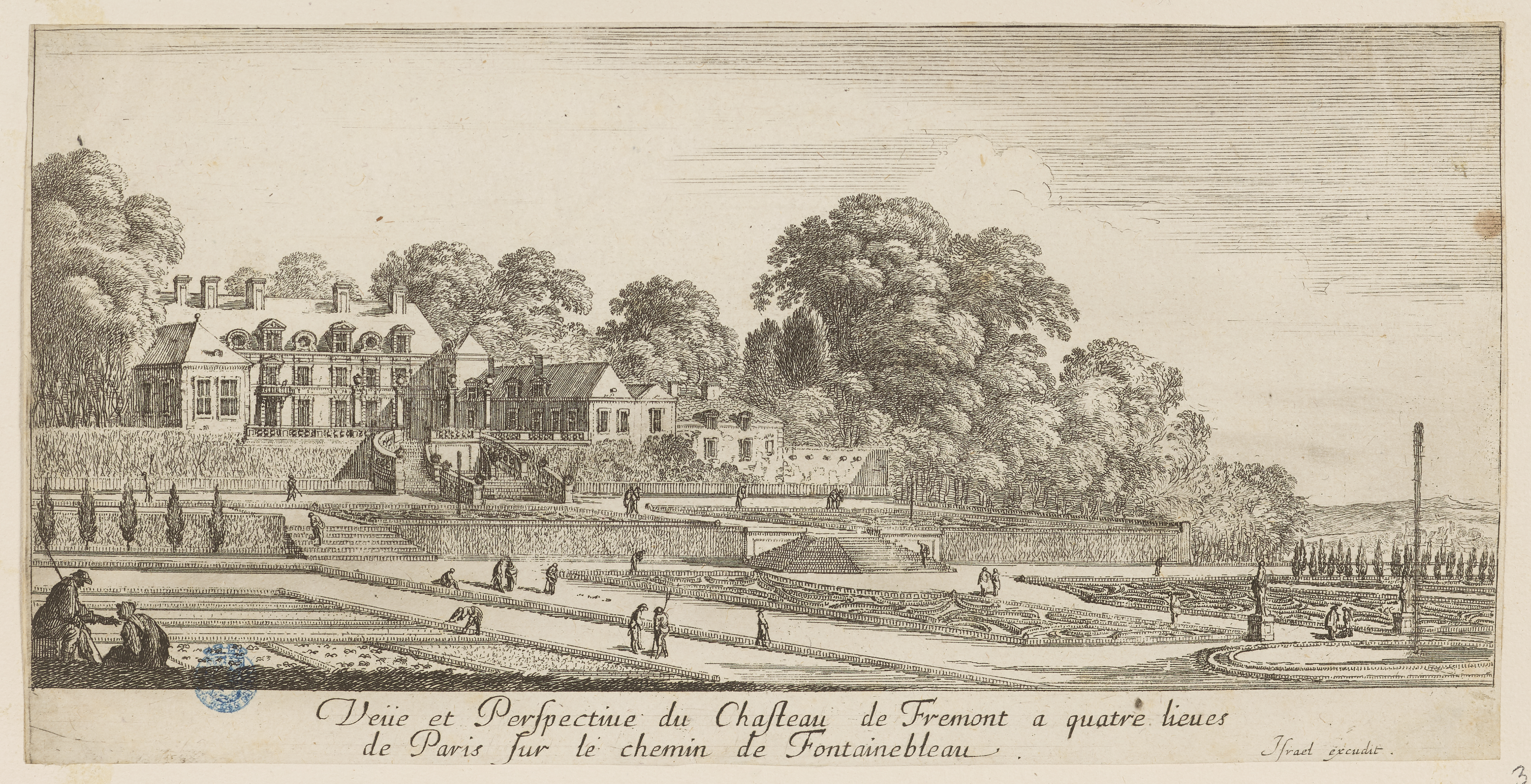
Vue et perspective du chasteau de Frémont à quatre lieues de Paris sur le chemin de Fontainebleau. Milieu du XVIIe siècle.
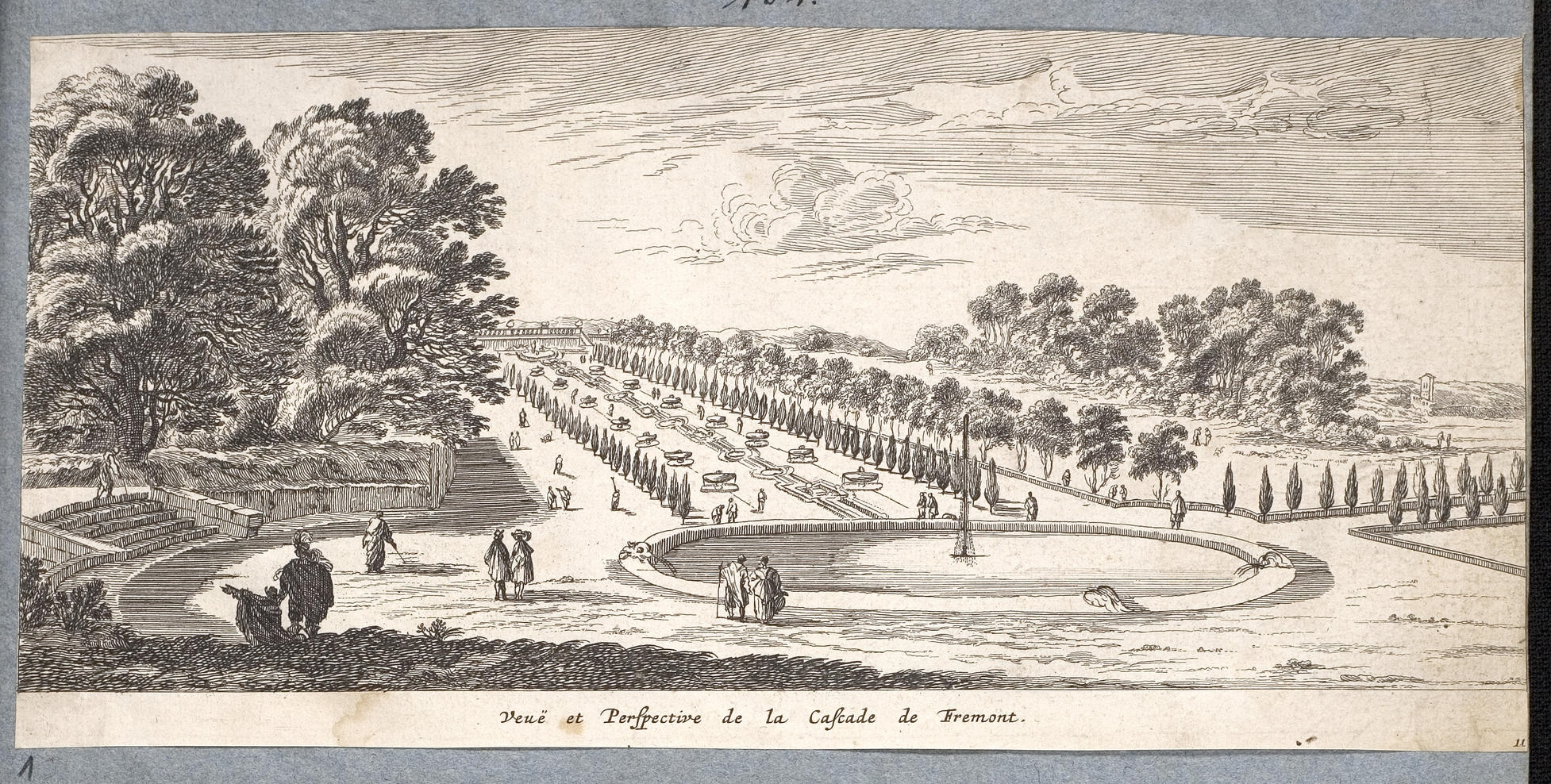
Vue et perspective de la cascade de Frémont, à quatre lieues de Paris sur le chemin de Fontainebleau. Milieu du XVIIe siècle.

#### La restitution 3D des jardins du château de Frémont, première moitié duXVIIesiècle

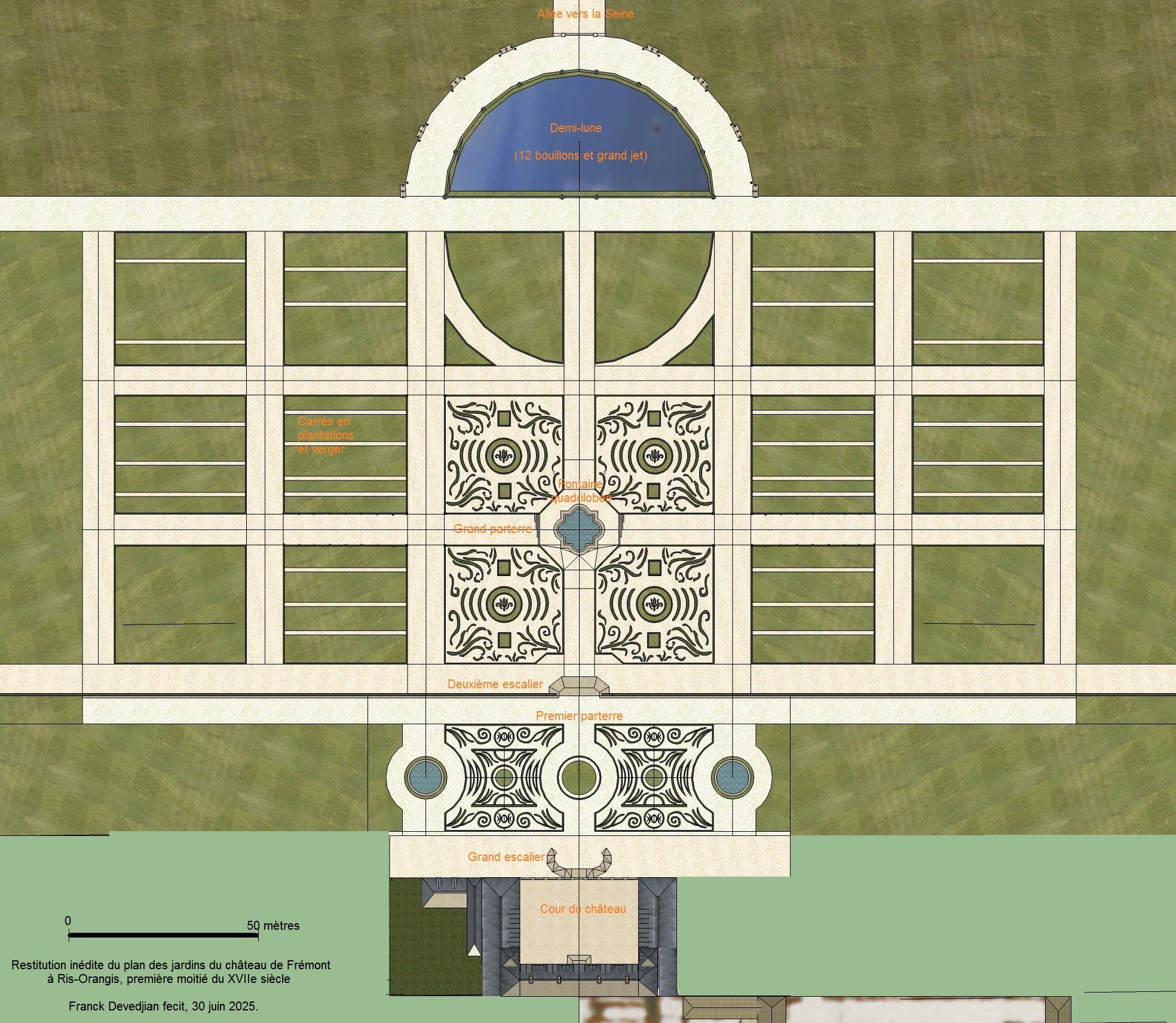
Restitution du plan du jardin du château de Frémont, première moitié du XVIIe siècle

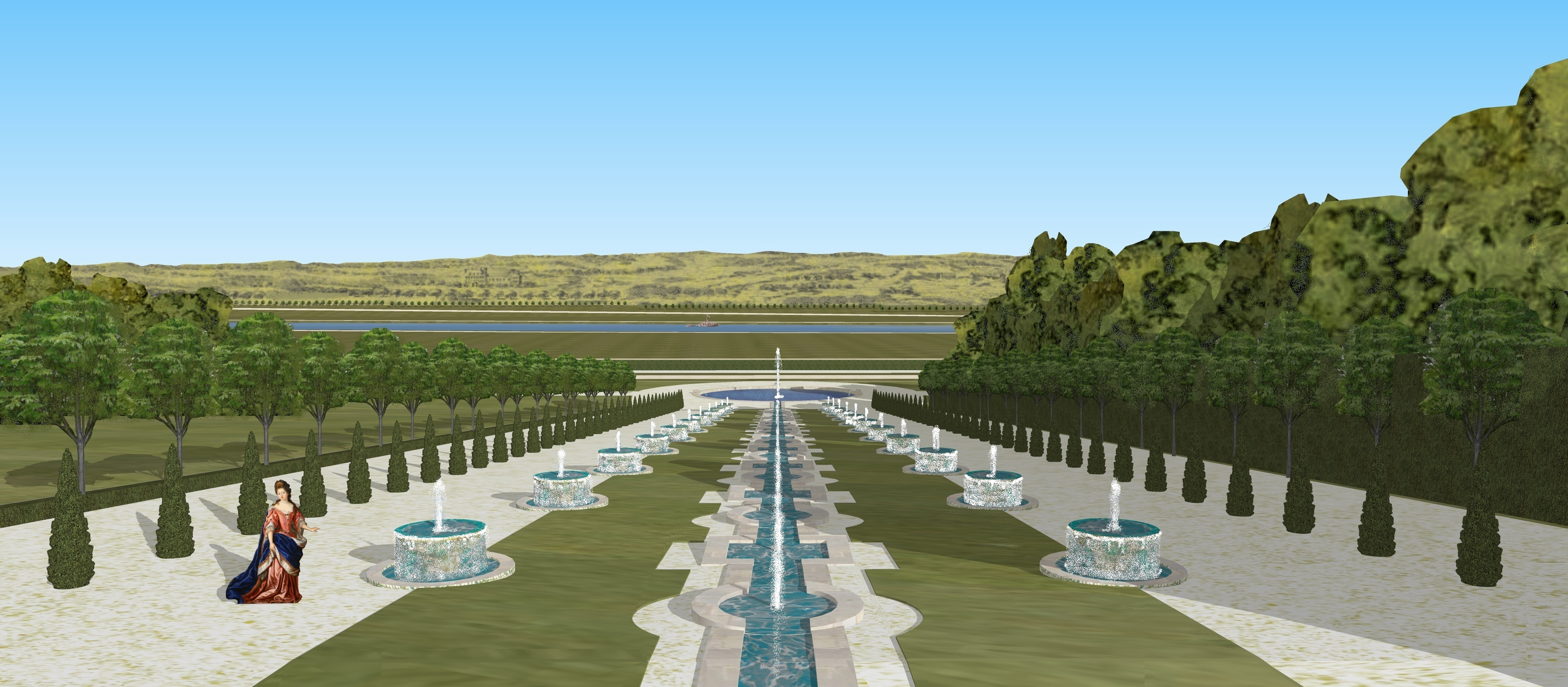
Restitution de la cascade du château de Frémont, vers 1640.

En suivant les informations données par la gravure des jardins de Frémont, il est possible de restituer les lieux durant la première moitié du XVIIe siècle. La modélisation en 3D du site, d'après la topographie conservée, permet de retrouver le plan précis du jardin, qui avait été conçu d'une manière particulièrement soignée, avec des jeux d'optique conçus de manière rationnelle, et d'une assez grande modernité. 
On trouvait d'abord le château et sa majestueuse cour intérieure à l'ombre, puis grâce à un escalier en fer à cheval, on accédait au premier parterre situé sur une autre terrasse, orné en son centre d'un rond de pelouse, des broderies de part et d'autre, ainsi que deux bassins circulaires de part et d'autre également.
De là on arrivait à un deuxième escalier, qui permettait d'accéder au grand parterre, orné en son centre d'une fontaine quadrilobée. Ce grand parterre était organisé en suivant une légère pente. Des broderies prenaient place dans les quatre compartiments autour de la fontaine centrale. Enfin, on arrivait vers les cascades basses. Elles s'organisaient autour d'un grand bassin demi-circulaire, entouré d'une palissade ornée de niches au sein desquelles prenaient place des statues, probablement des allégories. De grands vases de pierre, ornés de jets d'eau, animaient cet espace final grandiose, qui devait surprendre le visiteur par son organisation rationnelle et son échelle monumentale.
Ces jardins s'intégraient dans le paysage mais faisaient de Frémont une sorte de jardin abstraction, dont s'inspireront les jardins de Versailles.

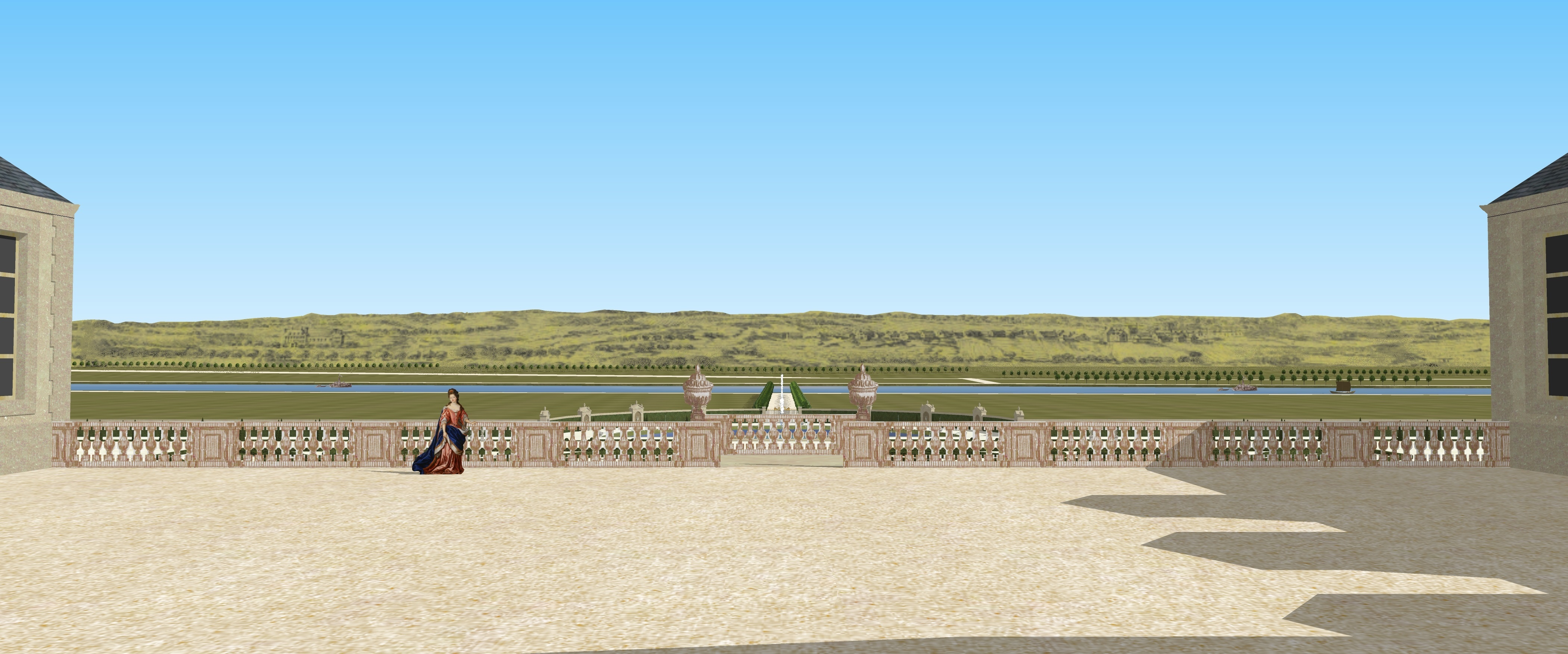
Restitution de la vue en sortant du vestibule du château de Frémont, première moitié du XVIIe siècle.
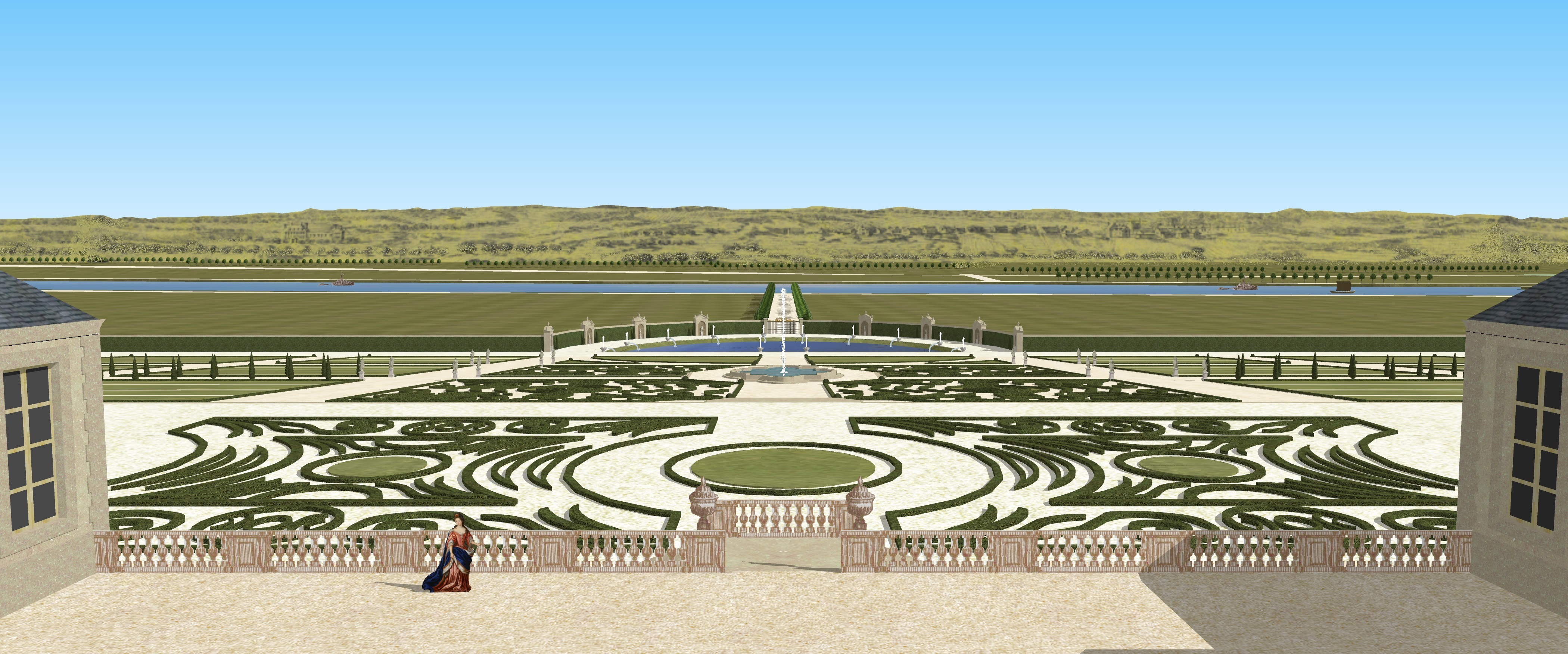
Restitution de la vue depuis le balcon du premier étage sur les jardins du château de Frémont, première moitié du XVIIe siècle.
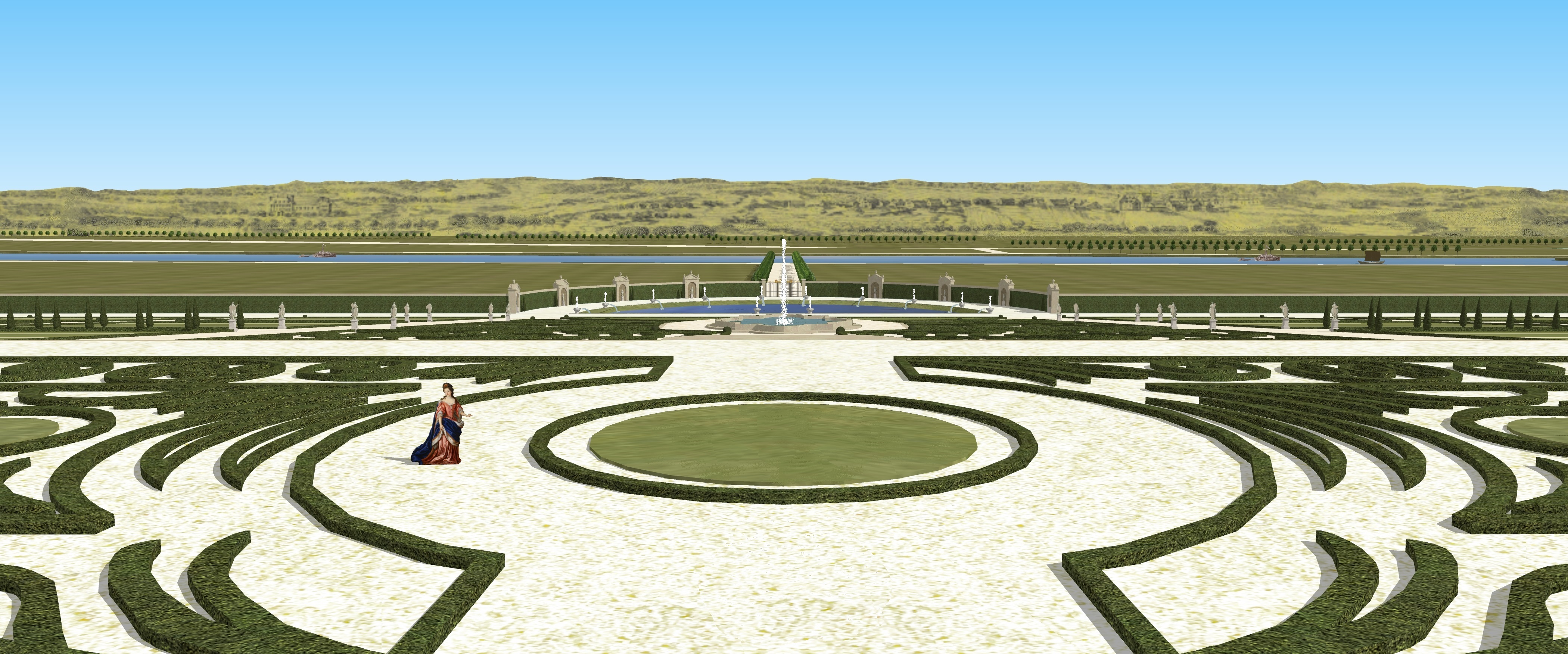
Restitution de la vue sur les jardins depuis la terrasse (palier haut de l'escalier) du château de Frémont, première moitié du XVIIe siècle.
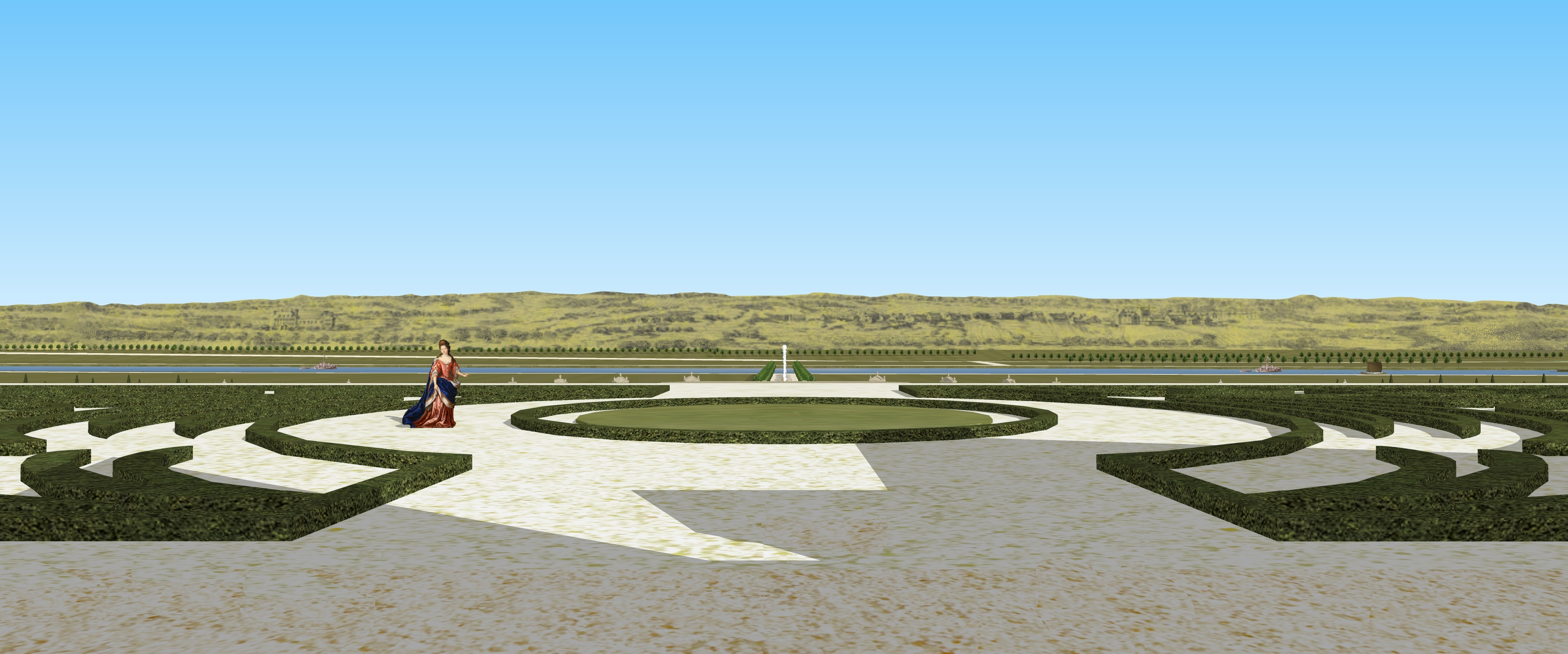
Restitution 3D de la vue sur le premier parterre du château de Frémont, depuis le bas du grand escalier.
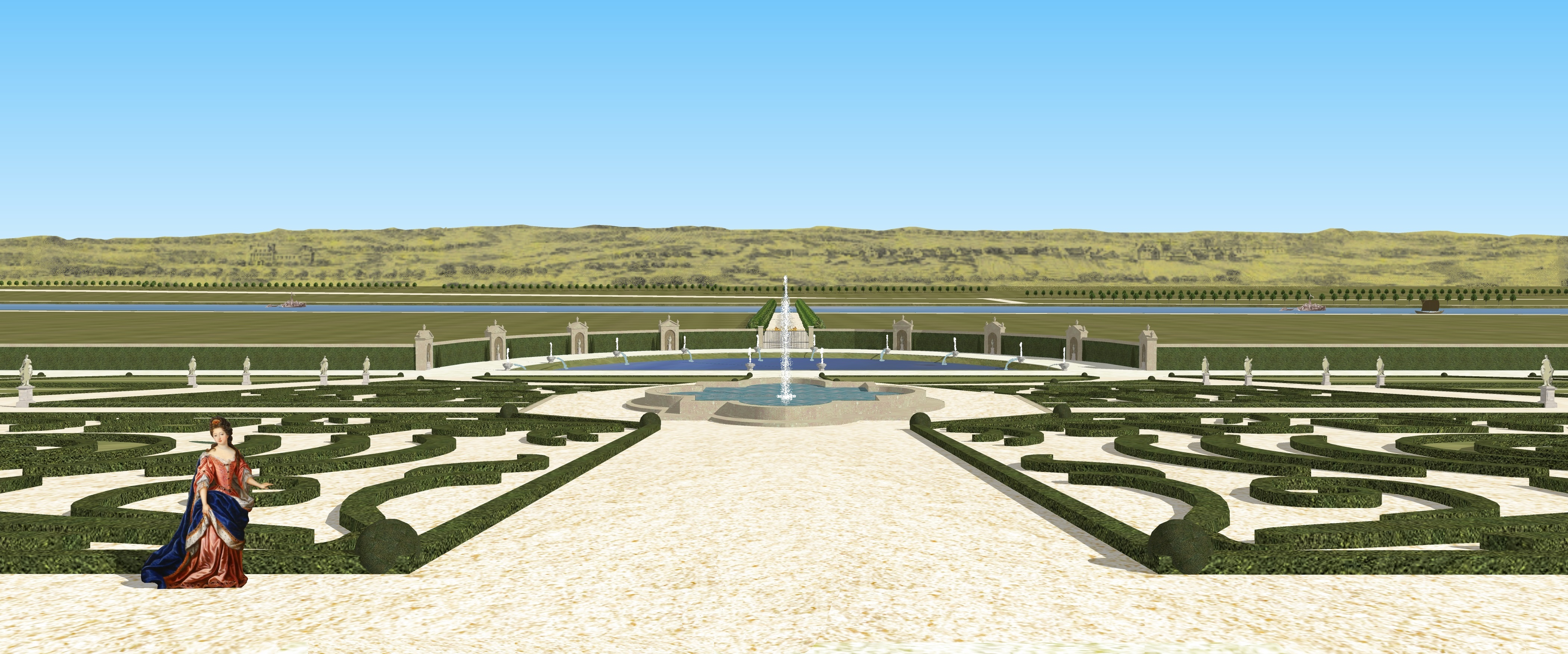
Restitution de la vue sur les jardins du château de Frémont, depuis l'escalier d'accès au grand parterre, première moitié du XVIIe siècle.
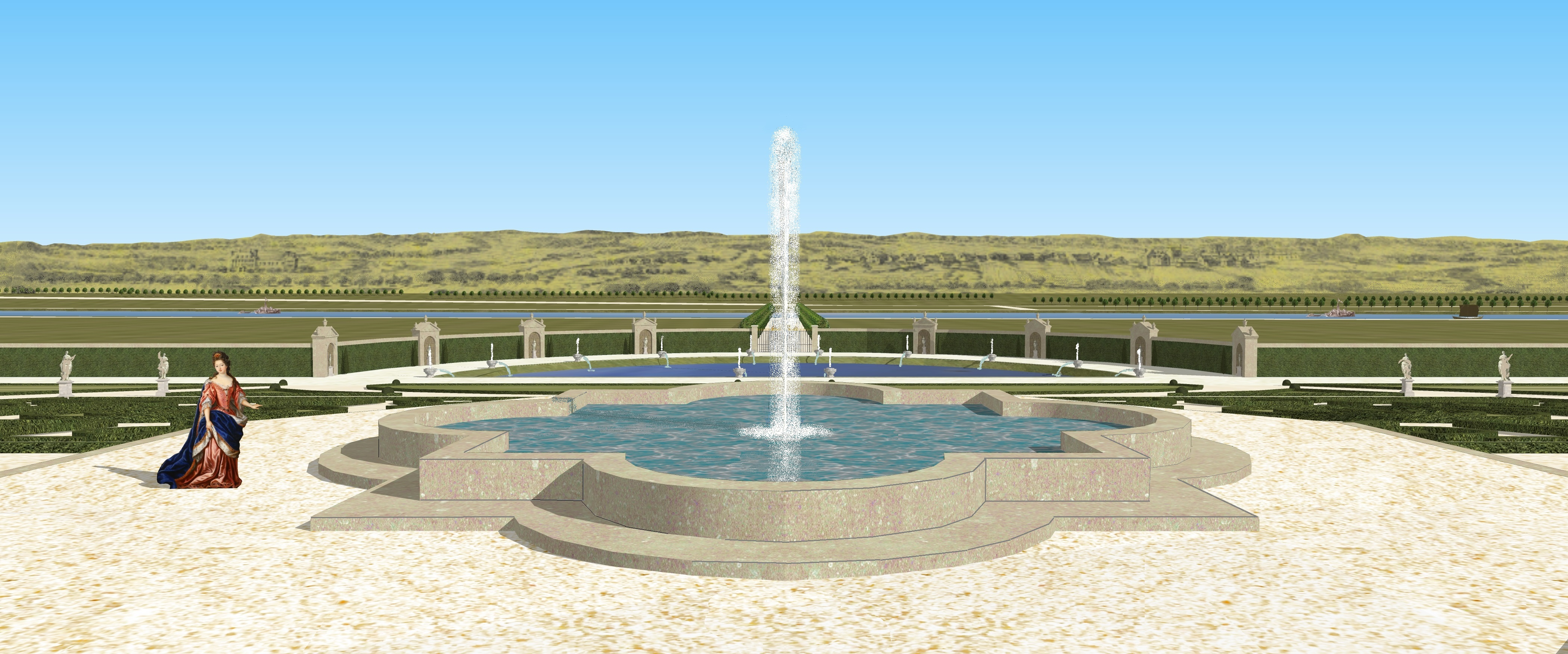
Restitution de la vue devant la fontaine du milieu du grand parterre, sur les jardins du château de Frémont, première moitié du XVIIe siècle.
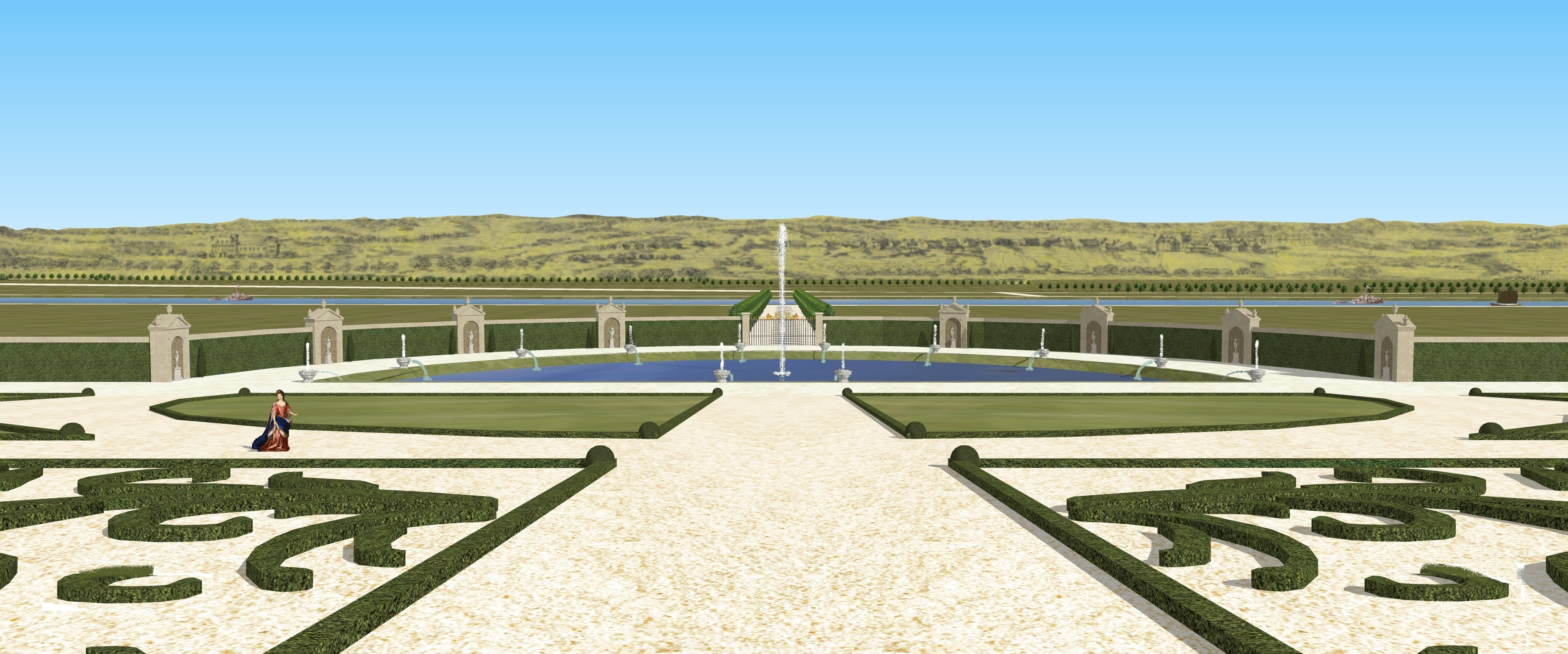
Restitution 3D de la vue sur les cascades basses du jardin du château de Frémont, première moitié du XVIIe siècle
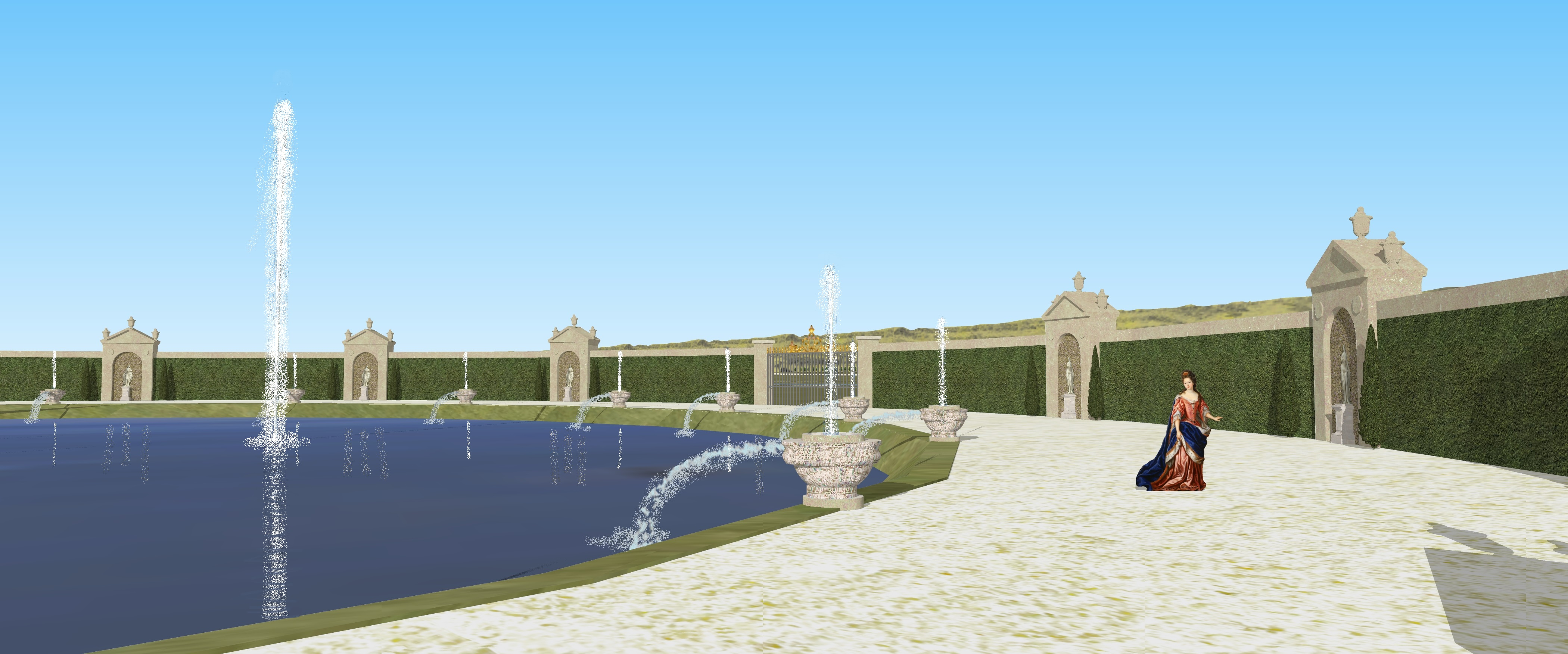
Restitution de la vue de biais sur les cascades basses des jardins du château de Frémont, première moitié du XVIIe siècle
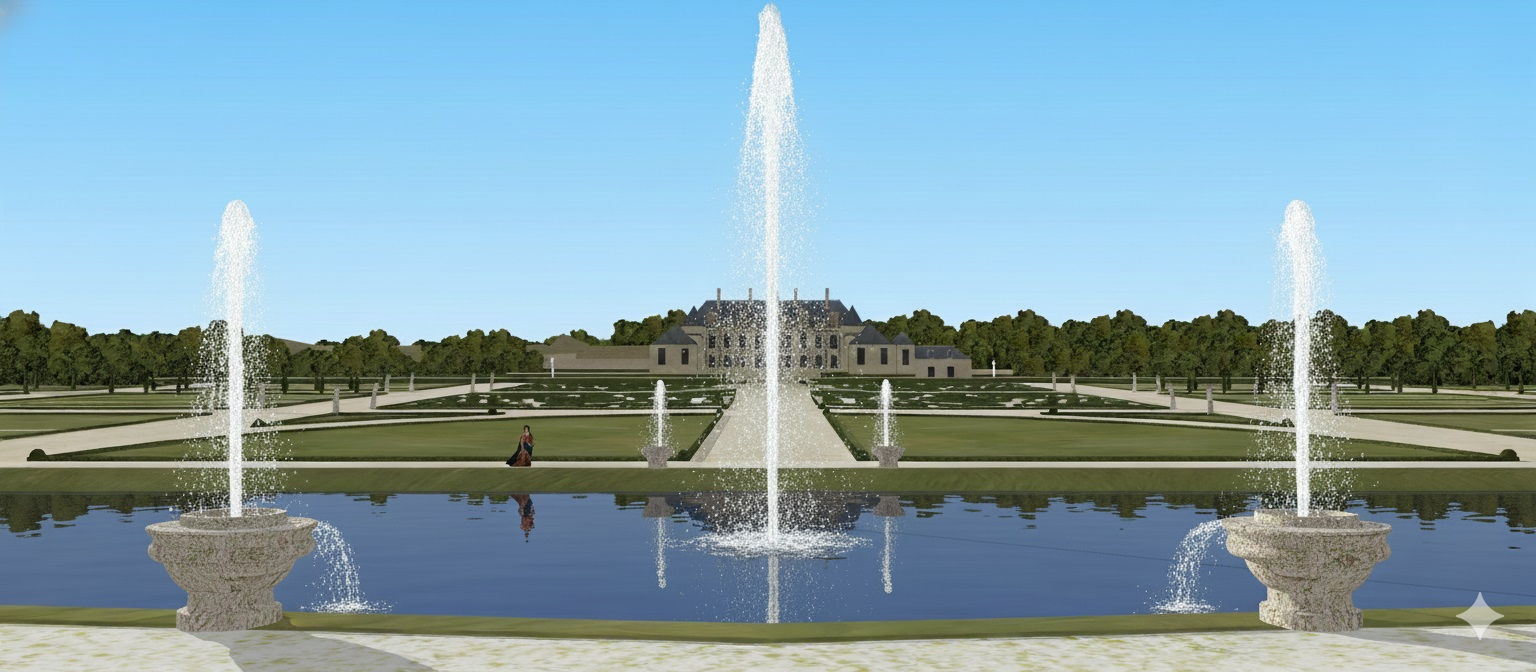
Restitution des cascades basses du jardin du château de Frémont, première moitié du XVIIe siècle.

### 1687-1702: "Frémont", la "maison de chasse et de plaisance" du chevalier de Lorraine

#### Des embellissements peu documentés par les archives
Le chevalier Philippe de Lorraine acquiert donc le château en 1687. Amant et favori du frère de Louis XIV, Philippe d'Orléans, il dépense des sommes importantes, offertes par son protecteur, pour embellir le château et les jardins. Le jardin descend par niveaux successifs jusqu'à la Seine toute proche. Louis XIV s'arrête souvent à Frémont (on disait alors Frémont et non pas encore Fromont), puisque le domaine est situé sur la route reliant Versailles à Fontainebleau.
Le prince de Lorraine adore la chasse, et possède une meute de chien réputée, qu'il prête souvent à Louis XIV ou au Grand Dauphin.

##### Un plan daté du début du XVIIIe siècle

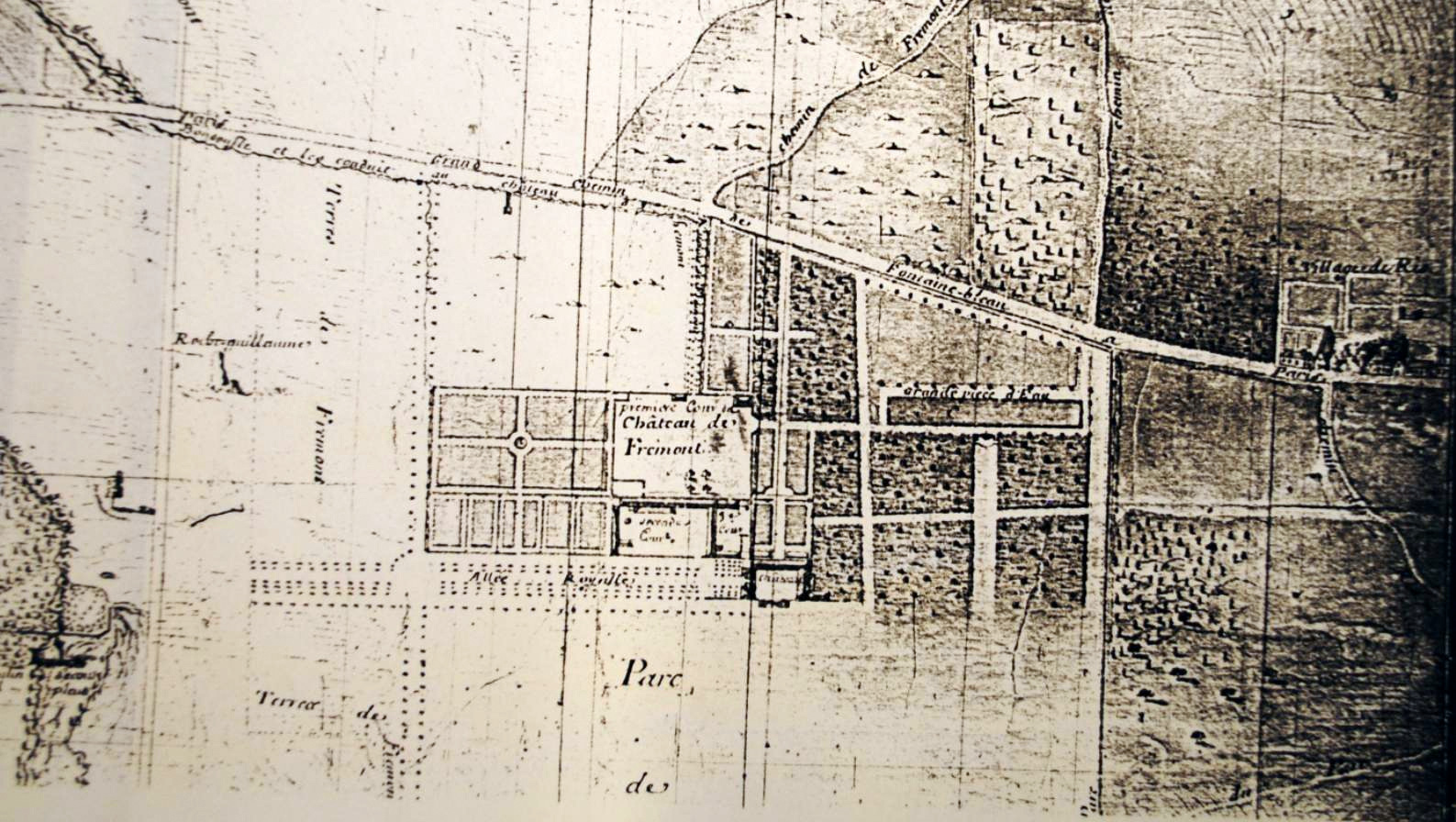
Plan du côté de l'entrée du château de Frémont (ou Fromont), des communs et des jardins attenants (Potager au sud), en 1704 ou 1709?).

Un plan daté de 1704, (ou 1709 ?) établi par suite de l'échange qui a eu lieu entre "M. de Ris et Mme de Clérambault", les Clérambault succedant au chevalier de Lorraine à Frémont, nous indique l'aménagement précis de la moitié haute du domaine, du côté de l'entrée, à la mort du prince survenue quelques années auparavant. On y découvre le plan du château, en U ouvert du côté du jardin et de la Seine. Une allée y mène depuis la grande route de Paris à Fontainebleau.

##### Jardins hauts: La "grande pièce d'eau" servant de réservoir (et l'ancienne cascade?)
Sur la partie haute au nord, se trouvait un bois, au-dessus duquel on trouvait un grand canal, appelé "la grande pièce d'eau" (environ 20 m de large sur 155 m de long), servant de réservoir pour alimenter tous les jets d'eau en contrebas, au niveau des parterres, sur le modèle du bassin réservoir haut du château de Juvisy voisin. Au-dessus de ce canal se trouvait une belle pelouse.
On peut supposer que la cascade de Frémont représentée par une gravure, et existante dès le milieu du XVIIe siècle, pouvait se situer finalement non pas dans l'axe du château en contrebas, mais plutôt dans ce bois nord, juste en-dessous de ce grand canal pouvant justement servir de réservoir. En effet, à cet endroit la topographie permet de créer une cascade du fait du dénivelé. D'ailleurs le dessin de 1704 semble décrire le tracé d'une construction dans le haut de l'allée axée justement en perpendiculaire au milieu du canal. Mais la cascade du milieu du XVIIe siècle n'a pas forcément été conservée, du fait de sa fragilité, au temps du chevalier de Lorraine. Cette localisation de la cascade du milieu du XVIIe siècle, en lien avec l'emplacement de ce réservoir, et couplé avec la topographie, paraît être la plus logique.

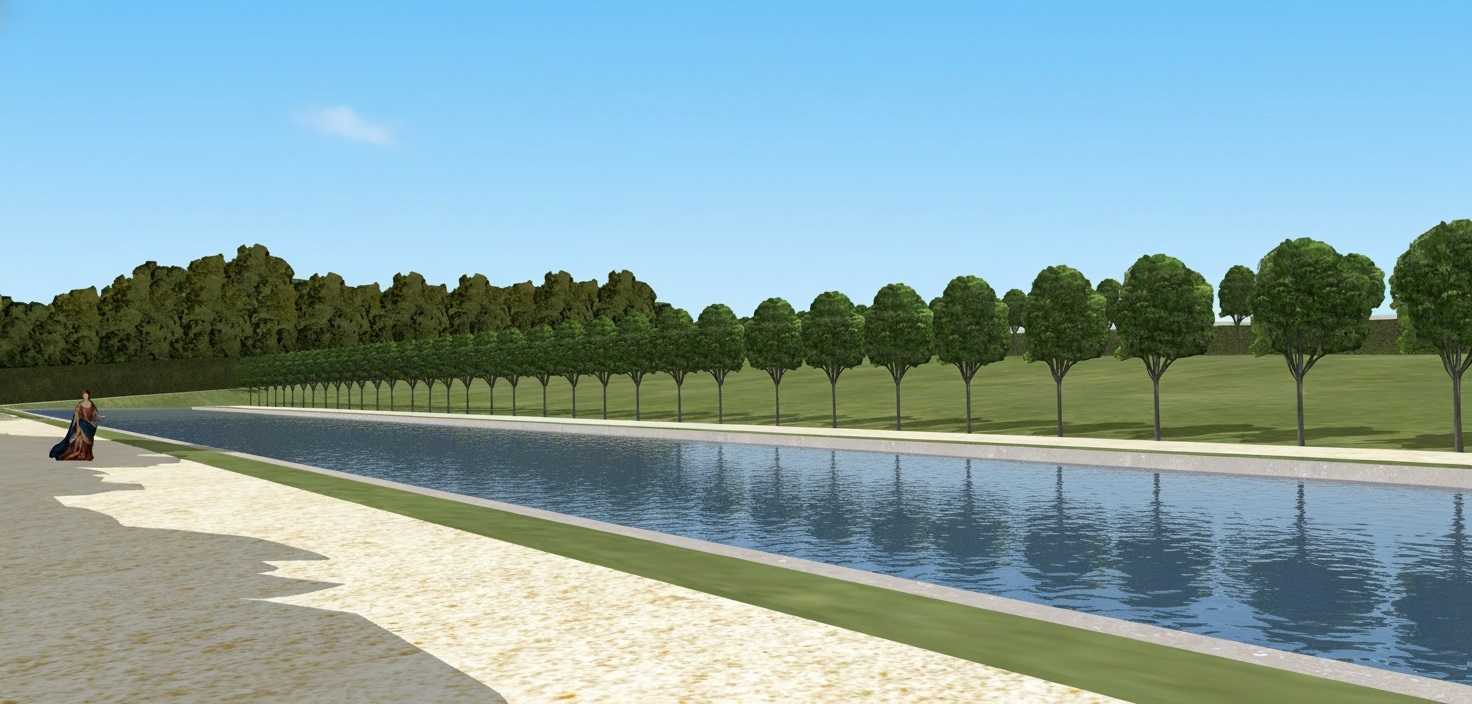
Restitution de la vue sur la "grande pièce d'eau" du château de Frémont, Ris-Orangis, 1704.
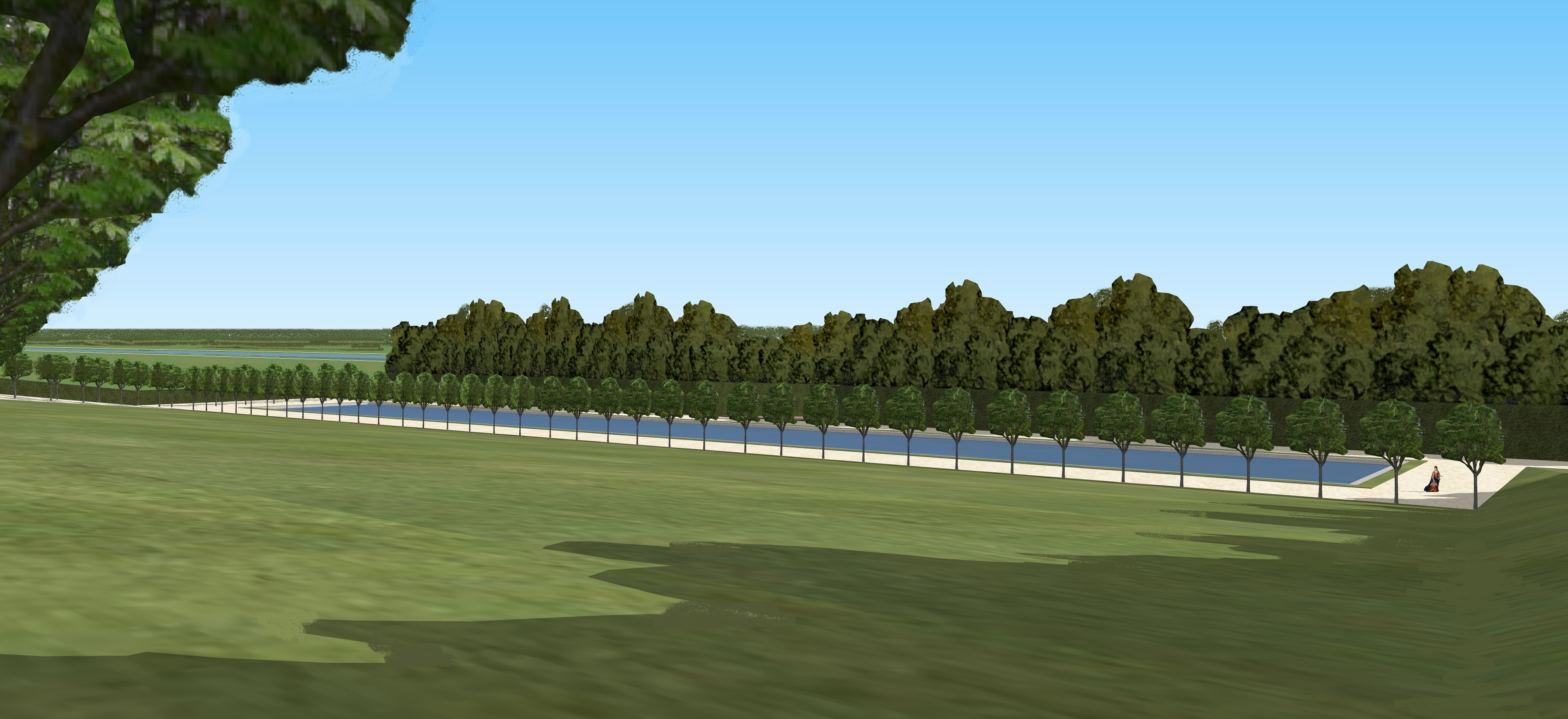
Restitution de la vue sur la "grande pièce d'eau" depuis les hauteurs du château de Frémont, Ris-Orangis, 1704.

##### Les trois cours des communs et le potager
Au sud de cette partie haute du jardin se trouvait les trois cours des communs du château : une première grande cour donnait accès de l'autre côté au potager, orné d'une fontaine en son centre. La seconde cour, celle des bâtiments des communs (écurie et Orangerie ?), était disposée en U de la même manière que le château. Enfin une troisième petite cour voisinait tout proche du château. Une belle avenue latérale, nommée "l'allée royale", ouvrait la perspective depuis la petite façade de l'aile sud du château, en direction du château de Trousseau.

##### Le château et les intérieurs

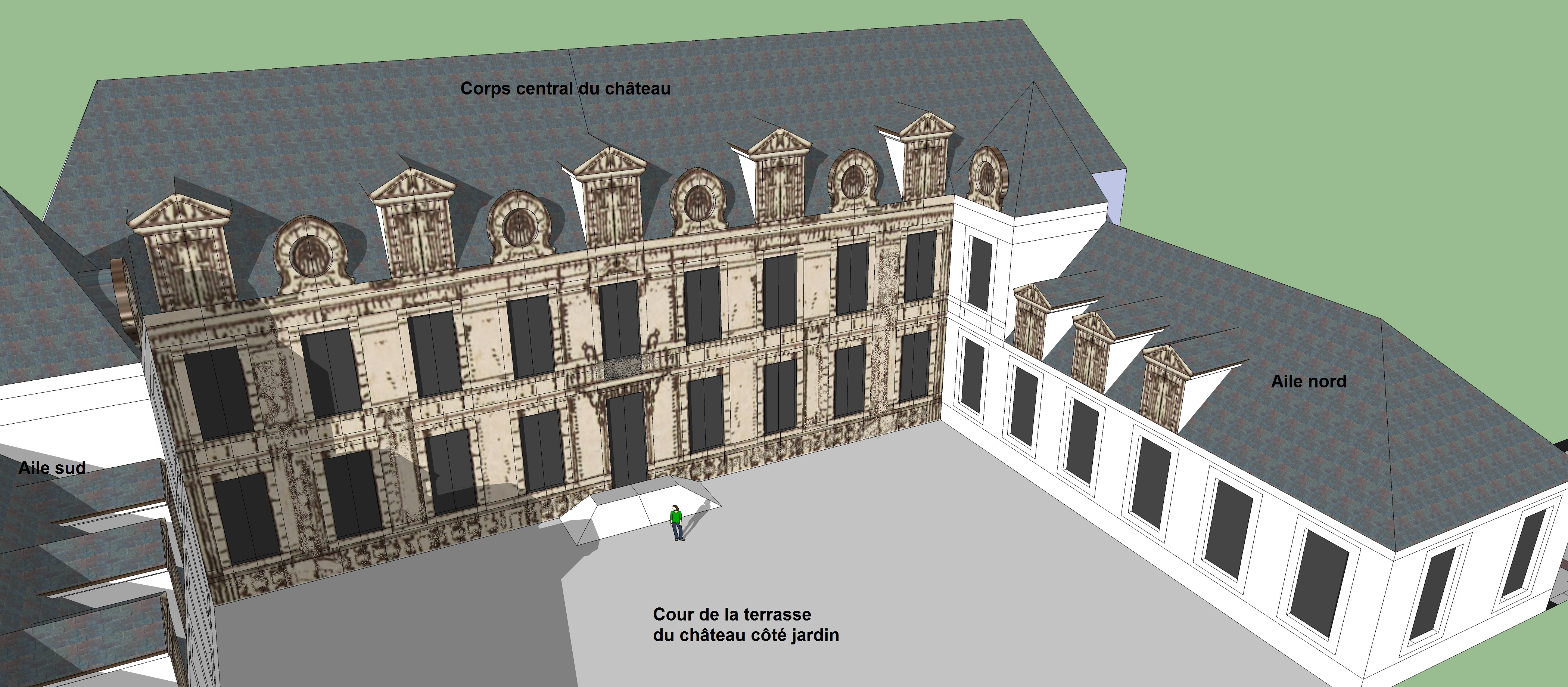
Schéma du château de Frémont (ou Fromont) du côté de la terrasse, vers le jardin et la Seine, XVIIe siècle.

L'inventaire après décès offre bien le nom et la description des pièces intérieures au temps du chevalier de Lorraine en 1702. Mais en l'absence de plan précis des intérieurs, la distribution ne peut pas encore être concluante. On sait toutefois d'après les gravures que le corps central devait disposer de neuf baies du côté de la terrasse, et l'aile nord de six baies en retour. La position dominante de Frémont et cette belle cour intérieure, dite "la Terrasse", devait constituer un endroit charmant, d'où la vue sur le paysage devait être éblouissante.

##### Jardins bas: le grand parterre, les bosquets, les pelouses et la grande terrasse du bord de l'eau, parallèle à la Seine

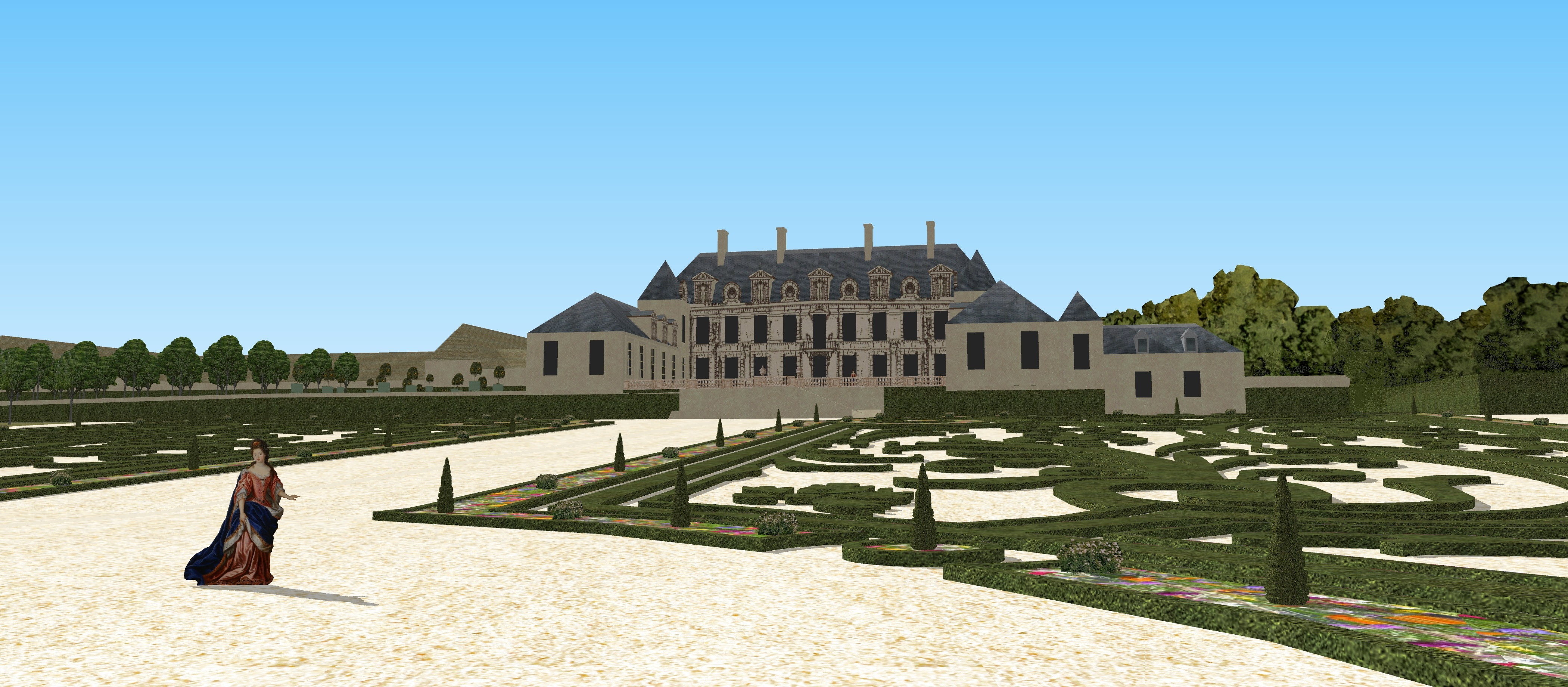
Restitution de la vue sur le château de Frémont, vers 1690, depuis le bas du grand parterre.

Les jardins bas, situés entre le château et la Seine, étaient différents des gravures anciennes connues du milieu du XVIIe siècle. En effet, au temps du chevalier de Lorraine, soit à la toute fin du XVIIe siècle, l'ensemble des parterres furent remaniés pour créer un grand parterre de broderies (dont le tracé précis n'est pas connu mais que l'on peut évoquer grâce aux plans de parterre conservés dans le fond du Nationalmuseum de Stockholm). La nouveauté fut de créer un petit bois, ou plutôt deux bosquets de part et d'autre de l'allée centrale, derrière ce grand parterre, et juste après le grand bassin rond. On peut supposer qu'André Le Nôtre âgé a pu proposer cette astuce au chevalier de Lorraine pour cacher partiellement la Seine, et surtout casser la platitude du terrain à cet endroit. Il conseillait Monsieur pour les jardins de Saint-Cloud, il put conseiller son cher favori pour les nouveaux aménagements de Frémont vers 1687-1690. Derrière, de grandes allées, placées le long de grandes pelouses, menaient à la terrasse du bord de l'eau, longue d'environ 565 mètres, qui suivait le tracé de la Seine. On ne sait pas si cette terrasse du bord de l'eau a été bâtie par le chevalier de Lorraine, ou bien si elle existait avant l'acquisition qu'il fit de Frémont. En somme, la structure du jardin de Frémont à la fin du XVIIe siècle est assez proche des jardins du château de Petit-Bourg voisin, situé légèrement plus au sud, aménagés pour le duc d'Antin.

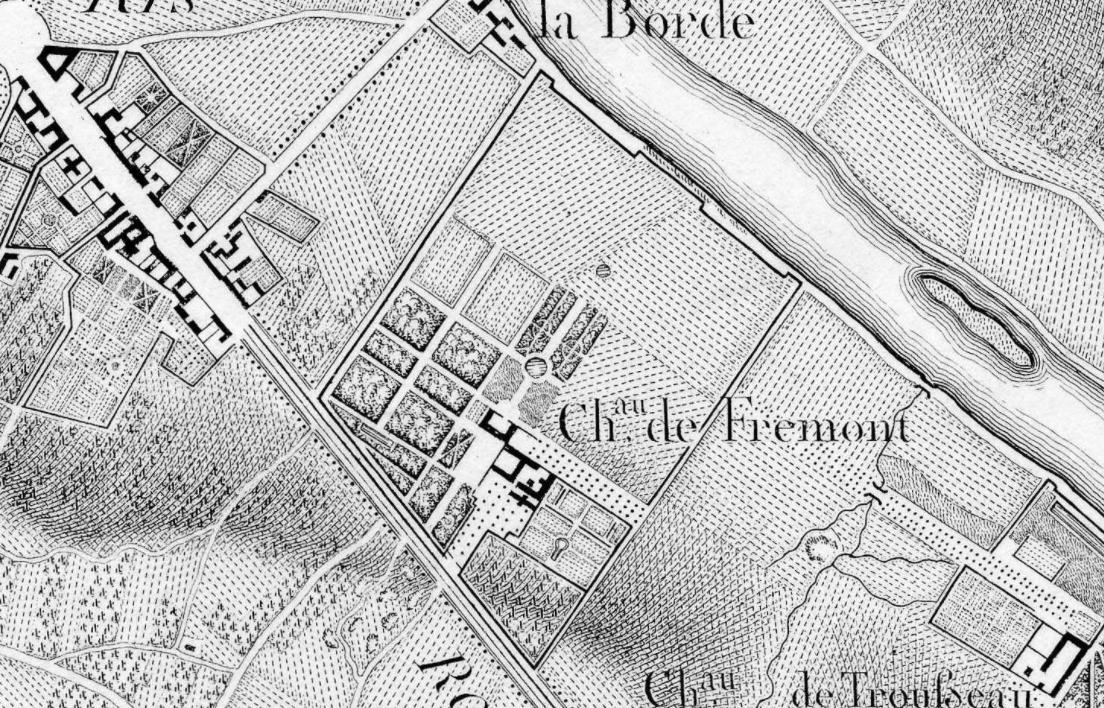
Détail du plan du château de Frémont, carte des chasses, seconde moitié du XVIIIe siècle, mais en réalité probablement suivant l'état général au temps du chevalier de Lorraine, vers 1690-1700.

On connaît la structure du jardin au temps du chevalier de Lorraine grâce à un détail de plan de carte des chasses. Mais le dessin du jardin date clairement du château qu'a connu le chevalier de Lorraine. En effet, au XVIIIe siècle, tout le jardin bas est restructuré ce que confirment de nombreux plans. Seul le plan gravé ci-joint détaille l'état vers 1690-1700, avec la présence du château, en plan en U, du grand parterre, du bassin et du petit bois derrière dans le prolongement. Bien que ce plan de la carte des chasses date de la seconde moitié du XVIIIe siècle, il reprend - par erreur ! (mais par bonheur pour l'histoire de l'art) - le plan général du tracé avant la reconstruction du XVIIIe siècle.
En étudiant ce jardin, on constate que le chevalier de Lorraine n'a pas forcément dépenser des sommes vraiment importantes à Frémont pour réaménager les jardins : seul le grand parterre était une nouveauté - remis au goût du jour par rapport aux anciens petits parterres du milieu du XVIIe siècle - mais son exécution était indispensable, dans n'importe quel château français. Il dût être particulièrement soigné pour égayer la vue depuis la terrasse du château. Les jardins de Frémont rentraient sans doute dans la catégorie des jardins où la Nature surpassait l'Art. C'est-à-dire que les lieux ont été régularisés sans tout bouleverser, en respectant la topographie, les vues, sans trop d'artifices comme l'ajout de grandes cascades articificelles, de gros pavillons, des sculptures, des bronzes etc. En cela, les jardins de Frémont peuvent être rapprochés des jardins dit "naturels", tels ceux du château de Saint-Cloud ou du château de Meudon. Les jardins de Frémont peuvent être vu comme une réplique du Château-Neuf de Saint-Germain-en-Laye. En somme, ces jardins étaient à l'opposé des jardins dits "artificiels" comme ceux de Versailles ou Marly. D'ailleurs, le chevalier de Lorraine était toujours en manque d'argent : ces jardins naturels de Frémont lui suffisaient pour marquer son rang, sans luxe trop tapageur ni mauvais goût.

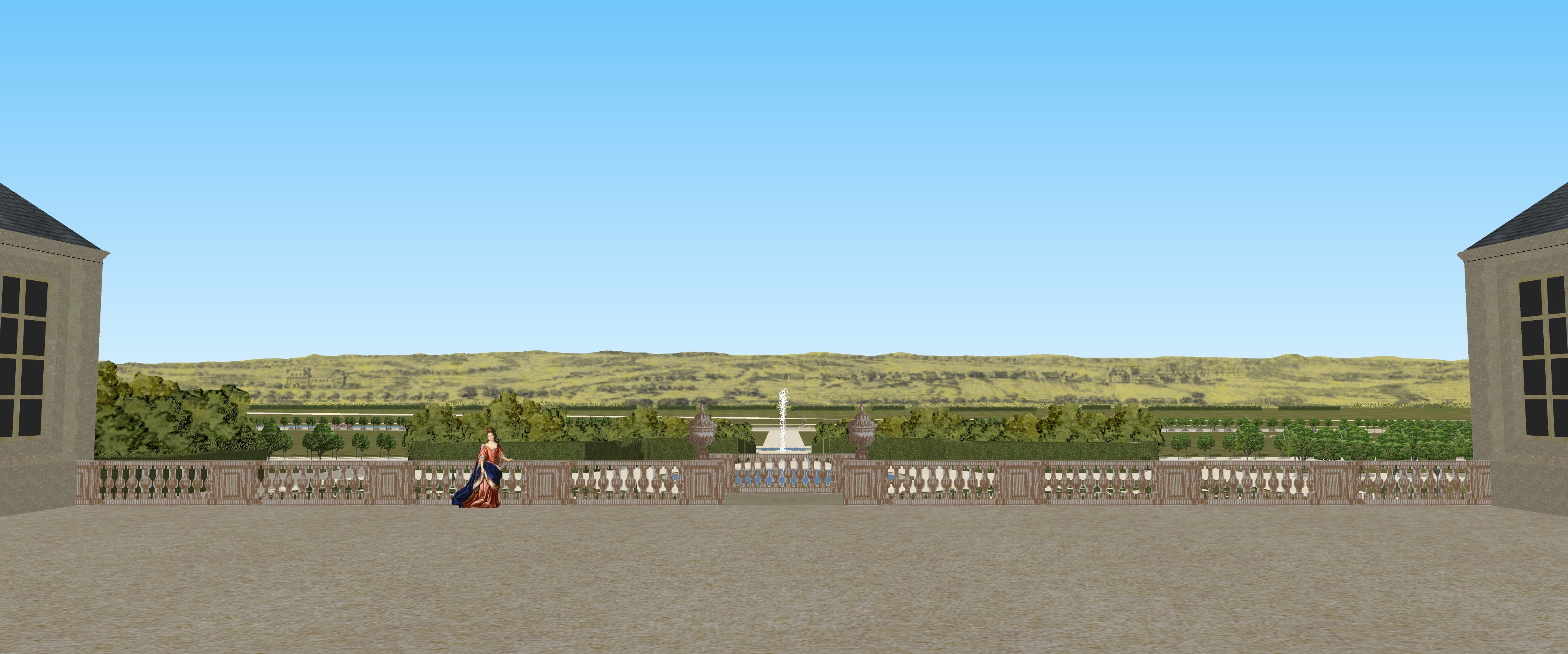
Restitution de la vue en sortant du rez-de-chaussée du château de Frémont, état en 1700.
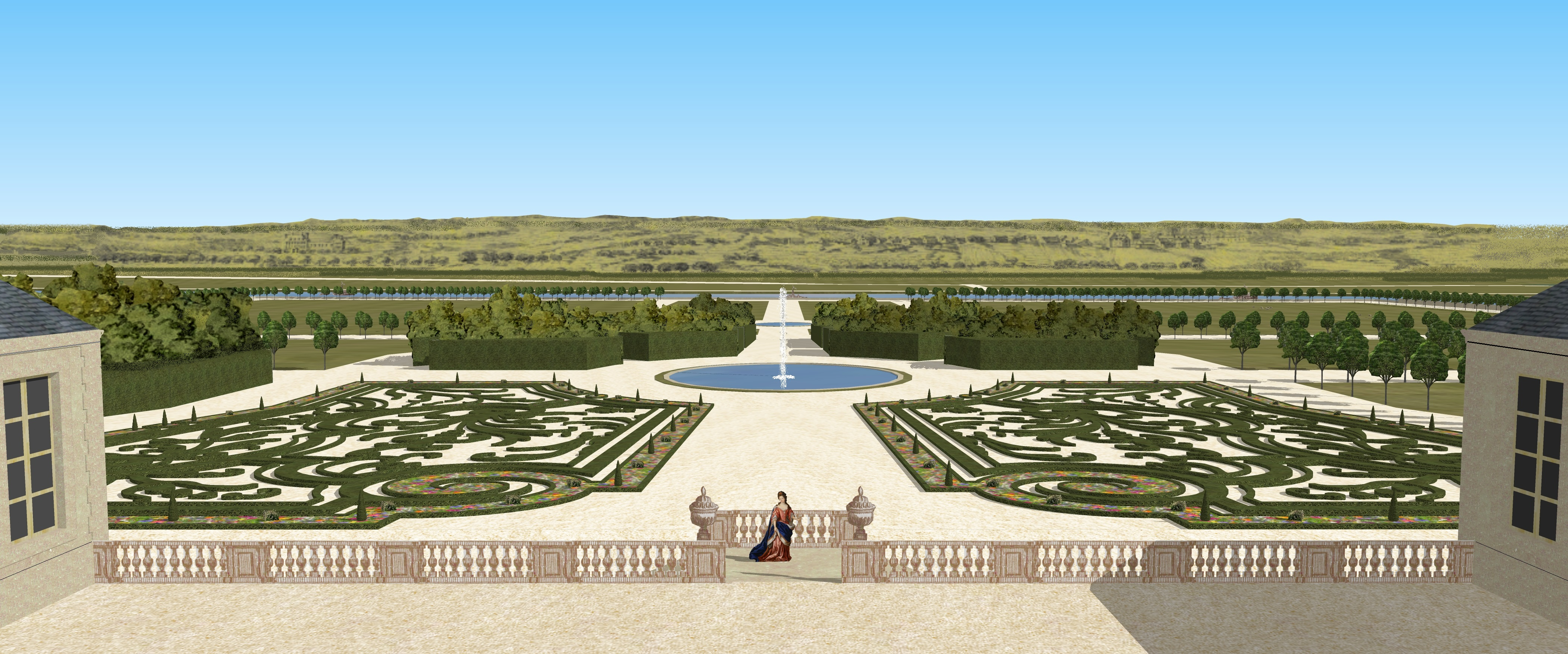
Restitution de la vue sur le jardin du château de Frémont, depuis le balcon central du premier étage, vers 1700.
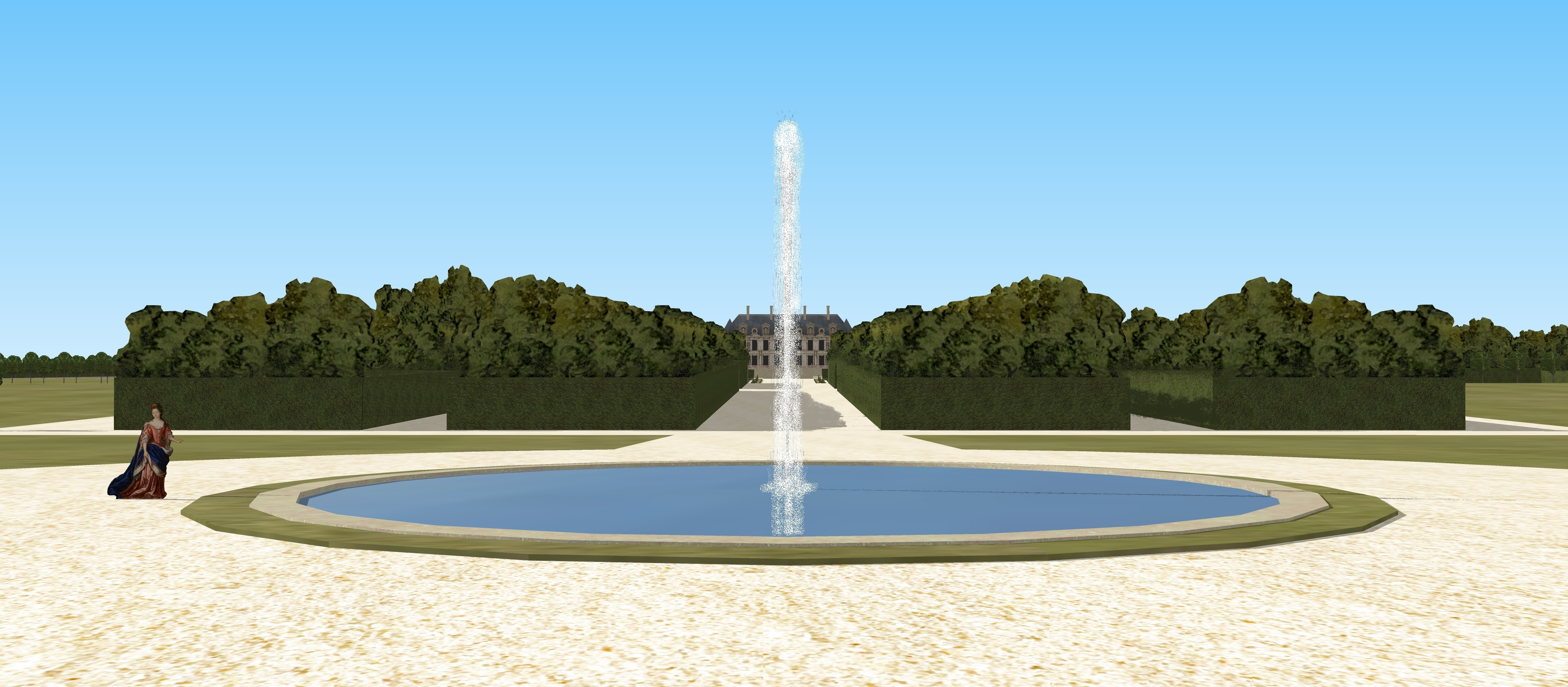
Restitution de la vue sur le château de Frémont vers 1700, depuis le bassin bas, en contrebas des bosquets.

#### Les visites à Frémont au temps du chevalier de Lorraine

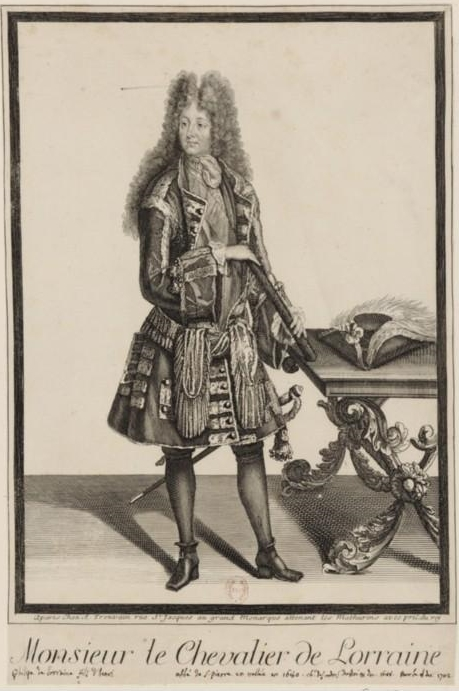
Monsieur le Chevalier de Lorraine

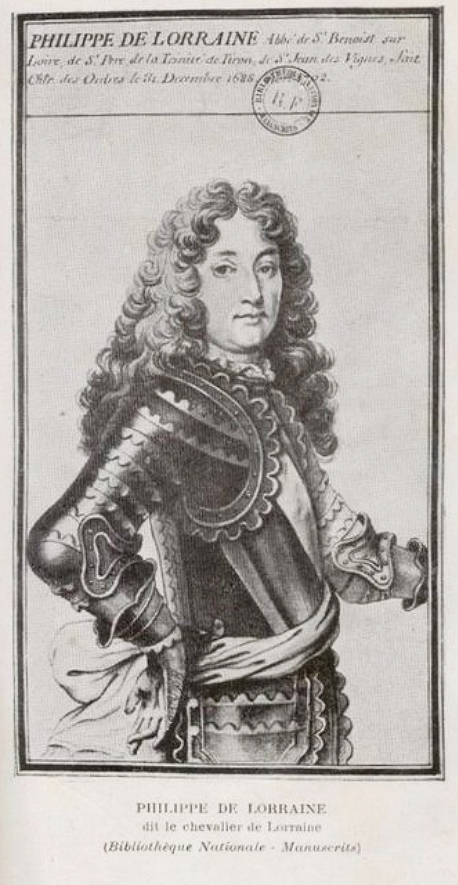
Philippe de Lorraine, le chevalier de Lorraine

Ces années 1687-1702 sont les plus fastueuses de l'histoire du domaine. Les visites de la famille royale et de la Cour sont nombreuses, s'arrêtant entre Paris et Fontainebleau, ou bien pour chasser dans la forêt de Sénart.
1687 : l'acquisition
Le 2 octobre 1687 (Mémoires du marquis de Dangeau) : "Le Roi et la dauphine vinrent dîner à Frémont, maison que Mr le chevalier de Lorraine a achetée depuis peu aux héritiers de Jérosme de Nouveau. Monseigneur estant parti le jour d’avant pour courre le loup en chemin".
1688
- Avril 1688 (Article du Mercure galant) : Mademoiselle d’Orléans estant, il y a quelques jours à sa maison de Choisy avec mademoiselle de Nantes et madame de Montespan et voulant prendre avec elle le plaisir de la promenade, elles allèrent à Frémont voir la maison de Monseigneur le chevalier de Lorraine et elles y furent reçues avec une magnificence digne du maître de ce beau lieu et du généreux sang dont il est sorti"
- 26 juillet 1688 (Mémoires du marquis de Sourches) : "Monseigneur [Louis de France] a couché cette nuit à Fromont chez monsieur le duc de Lorraine qui lui a donné une fête." NB : la cour est à Marly 28 sept 1688 Madame la dauphine arriva à Fontainebleau presque en même temps que le Roi qui eftoit venu de Versailles dîner à Frémont chez le chevalier de Lorraine.
- 28 septembre 1688 (Mémoires du marquis de Sourches) : Élisabeth-Charlotte de Bavière, Princesse Palatine dite « Madame » arriva à Fontainebleau presque en même temps que le Roi qui estoit venu de Versailles dîner à Frémont chez le chevalier de Lorraine.

1689
- 29 août 1689 (Mémoires du marquis de Dangeau) : "Le Roi alla tirer (le loup) toute l’après dîner. Monseigneur alla tirer de son côté et il alla coucher à Frémont chez le chevalier de Lorraine."
- 3 septembre 1689 (Voyage à Fontainebleau dans les mémoires du marquis de Dangeau) : "Monsieur et Madame partirent de Paris et vinrent dîner à Frémont chez monsieur de Lorraine, ils arrivèrent un peu après le Roi."
- 6 septembre 1689 (Mémoires du marquis de Dangeau) : "Monseigneur et Madame la Dauphine allèrent courre le cerf dans la forêt de Sénart. Madame revint à Fontainebleau et Monseigneur alla coucher à Frémont chez Monsieur le Prince de Lorraine."
- 7 septembre 1689 (Mémoires du marquis de Dangeau) : Monseigneur qui avoit couché à Frémont après avoir couru le loup dans la forêt de Séquigny revint à Versailles sur les 7 heures.
- 4 octobre 1689 (Lettre de la princesse Palatine) : La princesse Palatine vint avec Monsieur à Frémont, maison de chasse du chevalier de Lorraine ; monsieur le Dauphin aussi.
- 5 octobre 1689 (Mémoires du marquis de Sourches) : Monseigneur alla coucher à Frémont d’où il compte partir demain à Fontainebleau pour courre le loup.
- 6 octobre 1689 : "Le Roi partit de Versailles avec mesdames les princesses, alla dîner à Frémont, où il prit Monsieur et Madame, et fit mettre madame de Ventadour, dans son carrosse. Monseigneur estoit parti de Frémont dès le matin et avoit pris son loup avant que le Roi arriva."

1690
- 11 octobre 1690 (Article du Mercure galant) : Leurs Majestés Britanniques [Guillaume III et son épouse Marie II Stuart] partirent de Saint-Germain en Laye et après avoir disné à Frémont, maison de plaisance de monsieur le chevalier de Lorraine où les officiers du Roi avoient préparé un magnifique repas. Elles arrivèrent fur les quatre heures à la forêt de Fontainebleau, où sa Majesté qui s'eftoit avancée jufque-là pour les recevoir, leur proposa le plaisir de voir courre un Loup. On fe plaça, & les Veneurs eftant entrez dans le bois en firent sortir ce pauvre animal, qui fut joint en un inftant, & dévoré par les Levriers. Le Roy d'Angleterre monta enfuite en Carrosse avec le Roy [...]
- 11 octobre 1690 (Mémoires du marquis de Sourches) : Leurs Majestés Britanniques, se mirent en chemin pour venir coucher à Fontainebleau. Le Roi de France, suivi de toute la maison royale alla au-devant d’eux jusqu’auprès de Ponthiérry. Elles arrivèrent sur les 4 heures à la forêt de Fontainebleau.
- 24 novembre 1690 (Mémoires du marquis de Dangeau) : Mr le duc de Bouillon n’a pas voulu arriver à Versailles avant que le Roi n’y fut ; il couchera à Frémont chez Mr de Lorraine. (NB : aujourd’hui le roi est à Marly. Le duc de Bouillon verra le roi demain en son cabinet au château de Versailles)
- 4 décembre 1690 : Monseigneur alla courre le cerf dans la forêt de Sénart avec les chiens de Mr de Lorraine et revint coucher chez lui à Frémont. Beaucoup de courtisans suivirent Monseigneur à ce petit voyage là et le soir on y joua fort gros jeu.
- 5 décembre 1690 : Monseigneur courut le loup avec ses chiens et revint coucher à Frémont.
- 6 décembre 1690 : Monseigneur revint de Frémont et arriva à onze à Versailles [5]

1691
- .. avril 1691 (Mémoires du marquis de Sourches) : Monseigneur alla coucher à Frémont chez monsieur le Prince de Lorraine et ce qui paru le plus extraordinaire fut que Madame se trouva de cette partie, ce qui fit raisonner les courtisans qui conclurent que tout cela ne fe faisait que pour ménager l’esprit de Madame, afin de faire consentir au mariage du duc de Chartres avec la princesse douairière de Conti.

- Monsieur frère du Roi :
  - 25 juin 1691 : Monseigneur alla coucher à Frémont chez Mr de Lorraine où Monsieur et Madame eftoient.
  - 26 juin 1691 : Monseigneur revint de Frémont avec Madame la princesse de Conti, qui y eftoit venue pour le chercher. Monseigneur et Madame avoient couru le loup le matin dans la forêt de Sénart.
  - 12 septembre 1691 : Monseigneur vint coucher à Frémont à la maison de Mr le chevalier de Lorraine où Monsieur et Madame arrivèrent une heure après lui.
  - 13 septembre 1691 (Mémoires du marquis de Dangeau) : Le Roi parti à 9 h de Versailles et vint dîner à Frémont ; il n’avoit dans son carrosse que Madame la Princesse de Conti (1) et Mademoiselle de Blois (2) ; l’après dîner il prit Monsieur, Madame et Madame de Ventadour dans son carrosse. Monseigneur est parti de Frémont à la pointe du jour pour venir courre le loup dans la forêt de Fontainebleau. Monseigneur le duc de Bourgogne et Monseigneur le duc d’Anjou sont du voyage de Fontainebleau et vont coucher à Corbeil ; c’est la première fois qu’ils eussent découchés de Versailles. (1) Fille légitimée de Louis XIV et de Louise de Lavallière (2) Fille de Louis XIV et de madame de Montespan
  - 23 novembre 1691 : Monseigneur le Dauphin partit d’ici à 7 heures du matin, alla courre le loup dans la forêt de Sénart et puis revint coucher chez le chevalier de Lorraine, à Frémont.

1692
- 18 avril 1692 : Monseigneur alla courre le loup dans la forêt de Sénart et alla coucher à Frémont.
- 19 avril 1692 : Monseigneur revint de Frémont, chez Monsieur de Lorraine où il avoit couché; il avoit couru le cerf le matin, dans la forêt de Sénart avec les chien de Mr le duc du Maine.
- 19 août 1692 : Monseigneur voulu courre le loup, n’en trouvant point, il prit parti de demeurer à Frémont pour recourir le lendemain. Il envoya Dumont au Roi pour s’excuser de n’être point au Conseil du mercredi et de trouver qu’il demeuroit ce jour là à Frémont. Monsieur et Madame qui devoient être de ce petit voyage n’en n’ont pas été.
- 24 septembre 1692 : Monseigneur vint coucher à Frémont où Monsieur, Madame et Mademoiselle vinrent aussi. Monseigneur le duc de Bourgogne et Monseigneur le duc d’Anjou, qui sont du voyage, vinrent coucher au Plessis.
- 25 septembre 1692 : Le Roi vint dîner à Frémont, où Monsieur, Madame et Mademoiselle l’attendoient ; ils arrivèrent ici fur les sept heures du soir à Fontainebleau. Monseigneur estoit parti de Frémont à la pointe du jour et étoit venu courre le loup dans la forêt ; il vint recevoir le Roi sur les degrés de la chapelle.

1694
16 septembre 1694 : Le Roi partit de Versailles à dix heures ayant dans son carrosse Madame la duchesse de Chartres, Madame la duchesse et la Maréchale de Rochefort, il vint dîner à Frémont où il prit Monsieur, Madame et Mademoiselle. La Maréchale de Rochefort se remis dans le carrosse avec Madame de Chartres.et ils allèrent à Fontainebleau.
1695
- 21 novembre 1695 : Monseigneur alla coucher à Frémont chez Monsieur le chevalier de Lorraine. Les officiers du roi lui donnent à manger, parce qu’il ne veut point faire de dépense à son hôte.
- 22 novembre 1695 : Le roi partit à 10h de Versailles ; tête à tête avec la princesse de Conty, sa fille. Le roi dîna à Frémont où Monsieur, Madame et Mademoiselle eftoient venus de Paris le matin l’attendre. Après dîner, ils montèrent en fon carrosse avec lui ; le roi y fit mettre aussi Madame de Ventadour arrivèrent à Fontainebleau ensemble à l’entrée de la nuit. Monseigneur eftoit parti à sept heurs du matin de Frémont pour venir courre le loup ici dans la forêt.
- 28 novembre 1695 : Monseigneur, Messeigneurs ses enfants ; Monsieur, Madame et toutes les princesses étaient partis le matin de Saint-Germain (ils se rendent à Fontainebleau pour accueillir le Roi et la Reine et la reine d’Angleterre) et avoient dîné à Frémont, où le officiers du roi leur avoient donné à manger.

1697
- 12 mai 1697 (Mémoires du marquis de Dangeau) : On sut que le prince de Lorraine estoit revenu de Paris en sa maison de Frémont, malade de la goutte, un grand dévoiement et la fièvre assez forte.
- 18 novembre 1697 : Monseigneur alla coucher à Frémont chez Mr le chevalier de Lorraine, messeigneurs fes enfants allèrent coucher au Plessis chez Prudhomme. (Le roi est à Marly pour donner ses ordres pour le voyage à Fontainebleau.)
- 19 novembre 1697 : Le roi partit de Versailles à dix heures et vint en tête à tête avec madame la princesse de Conty jusqu’à Frémont où Monsieur, Madame, mademoiselle et madame de Ventadour montèrent dans son carrosse. Il arriva ici sur les cinq heures et ne s’arrêta point en chemin ; il avait mangé avant de partir de Versailles. Monseigneur partit de Frémont de bon matin et vint ici (À Fontainebleau)[5].
- 1698

3 oct 1698 : Monsieur, Madame et Mademoiselle partirent de Paris et dînèrent à Frémont chez Mr le chevalier de Lorraine.
1699
- 3 oct 1699 : Mr et Mme partirent de Paris et vinrent diner à Frémont chez Mr le chevalier de Lorraine et arrivèrent à Fontainebleau un peu après le roi.
- 26 novembre 1699 (Article du Mercure galant) : Le roi alla à la chasse au cerf à Frémont avec les équipages de Mr le chevalier de Lorraine. Il y eut un très magnifique repas. Le chevalier de Lorraine en devoit faire les honneurs, mais Monsieur de Marsan (frère du chevalier de Lorraine) les fit pour lui.

1700
23 septembre 1700 : Mr et Mme et Mr de Chartres avoient couchés à Frémont chez Mr le chevalier de Lorraine ; ils y dînèrent et arrivèrent à Versailles à le nuit.
1702
- 17 septembre 1702 (Article du Mercure Galant) : Sa majesté partit ce matin de Versailles à dix heures précises, ayant à côté d’elle dans son carrosse la duchesse de Bourgogne et dans le devant monseigneur le duc de Bourgogne, Madame et Madame la duchesse d’Orléans, Monseigneur le duc de Berry estoit à la portière du côté du Roy et madame la duchesse du Lude à l’autre. L’on prit à Chilly d’autres chevaux et le Roy dîna à Frémont chez Monsieur de Lorraine qui estoit retenu à Paris par la goutte. Les officiers du Roy y servirent deux tables de douze à quinze couverts chacune, pour la maison royale et les dames, et une troisième pour les seigneurs. L’on changea de chevaux et l’on prit un quatrième relai à Chailly. Le Roy arriva à Fontainebleau à l’heure (5h et demie) que j’ai marqué ci-dessous.
- 1er octobre 1702 (Mémoires du Marquis de Sourches) : On fut ce jour là que le chevalier de Lorraine estoit tombé en apoplexie en sa maison de Frémont ; toute sa famille y courut, mais il n’en voulu voir qui que ce fut et, le soir on dit qu’il se portoit mieux et que ce n’eftoit pas une apoplexie mais pour avoir trop soupé le soir précédent en revenant de la chasse.
- 2 octobre 1702 : Mr le chevalier de Lorraine qui est en sa maison de Frémont, se trouva fort mal ces jours passés en revenant de la chasse. On crut d’abord que c’eftoit une paralysie sur la langue ; on assure présentement que son mal est peu considérable, cependant il n’a voulu voir personne, pas même Mr de Marsan, son frère.
- 7 décembre 1702 (Mémoires du duc de Saint Simon) : Il avait eu une légère attaque pendant le déplacement de la cour à Fontainebleau. Il n’en avait quitté sa vie ordinaire. Jouant à l’hombre dans son appartement du Palais Royal après son dîner, le 7 septembre, il lui en prit une seconde et il perdit en même temps connaissance ; il en mourut vingt quatre heures après, sans que la connaissance lui fut revenue, n’ayant pas encore soixante ans. Peu de gens le regrettèrent, excepté Melle de Lislebonne qu’on croyait qu’il avait épousé secrètement depuis longtemps.
- 8 décembre 1702 : Mr le chevalier de Lorraine mourut l’après dîner à Paris sans que la connaissance lui fut revenue… Le roi a donné à Mr le duc d’Harcourt le logement que Mr de Lorraine avoit ici au château de Versailles et Mr le duc d’Orléans a donné à Madame la Maréchale de Rochefort celui qu’il avoit à Paris au Palais Royal. (En bas de page : le goût de ce prince (Monsieur) pour le chevalier de Lorraine a été si public dans toute l’Europe et a duré depuis leur jeunesse jusqu’à la fin de la vie de Monsieur. Il fut accusé de la mort de Madame, qui l’avait fait exiler… Sa maison se maintenoit un peu en Bohème et sa tyrannie eftoit extrême dans ses abbayes et à Frémont, maison de chasse et de plaisance qu’il avoit sur le chemin de Fontainebleau où le roi dînoit souvent en y allant et venant. Il mourut subitement jouant à l’hombre, comme la plupart de sa famille, et ne fut guère regretté que de Melle de Lislebonne)

Le chevalier de Lorraine meurt ainsi d'apoplexie en 1702, criblé de dettes. Le château de Frémont est ensuite vendu à M. le marquis de Clérambault.

### AuXVIIIesiècle

#### Un nouveau château et un nouveau jardin
Le château actuellement conservé semble dater du XVIIIe siècle. On constate en effet qu'au cours du XVIIIe siècle, le plan du château, ainsi que le plan des parterres, changent à cette époque : on ne trouve plus qu'un long rectangle de la même emprise que le château conservé, tandis que les jardins sont simplifiés, avec un grand parterre central orné en son bout d'un bassin, et tout autour des pelouses. Entre le bout du parterre et la Seine avait été aménagé un nouveau boulingrin.
Le château devient, en 1760, la propriété du comte Turpin de Crissé, jusqu'à la Révolution. Après 1789, le comte émigra.
Le château et son parc furent confisqués et vendus comme bien national.
Ils furent rachetés par un fidèle de la maison de Beauharnais, Étienne-Jacques-Jérôme Calmelet-Durozoy.

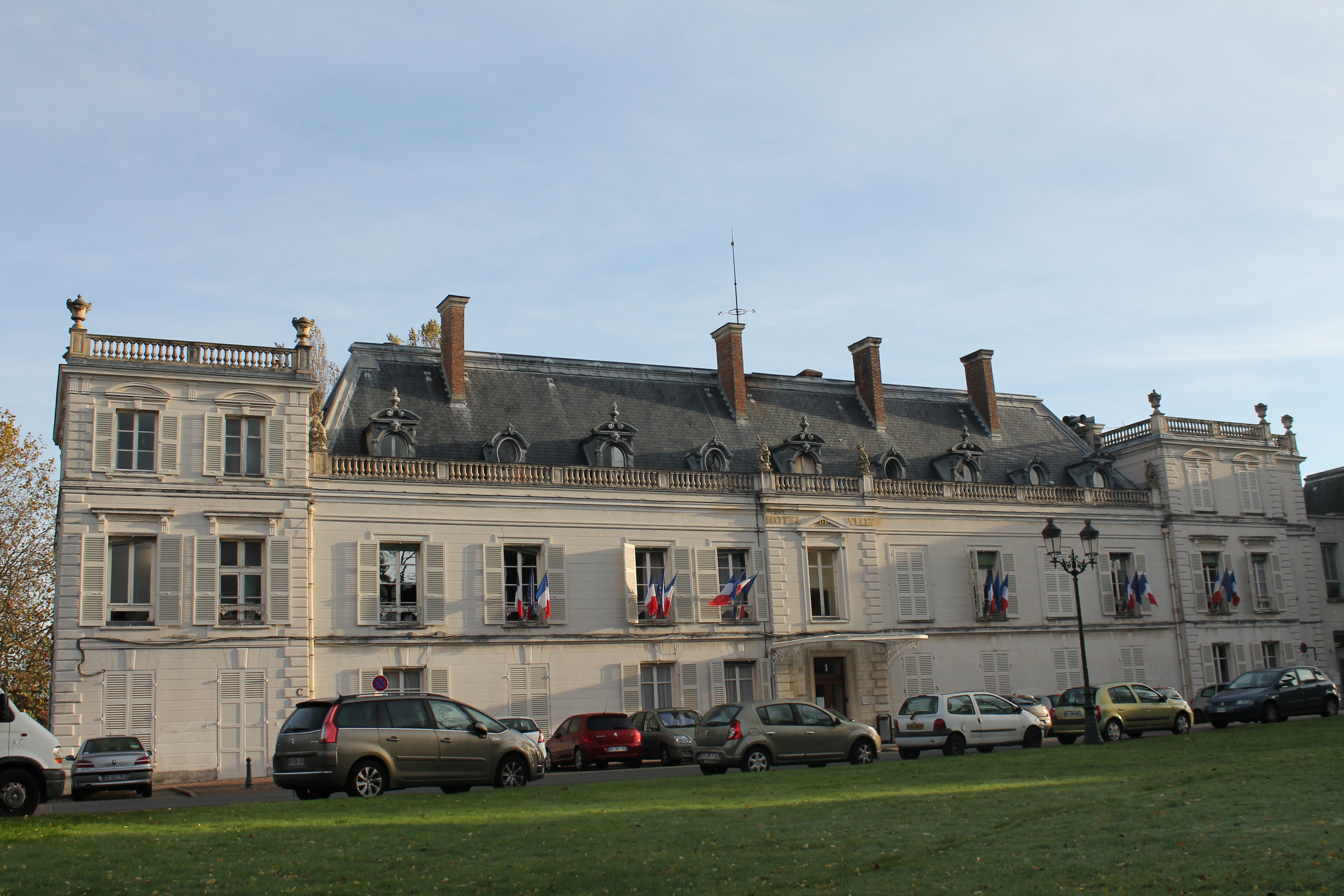
Hôtel de ville de Ris-Orangis
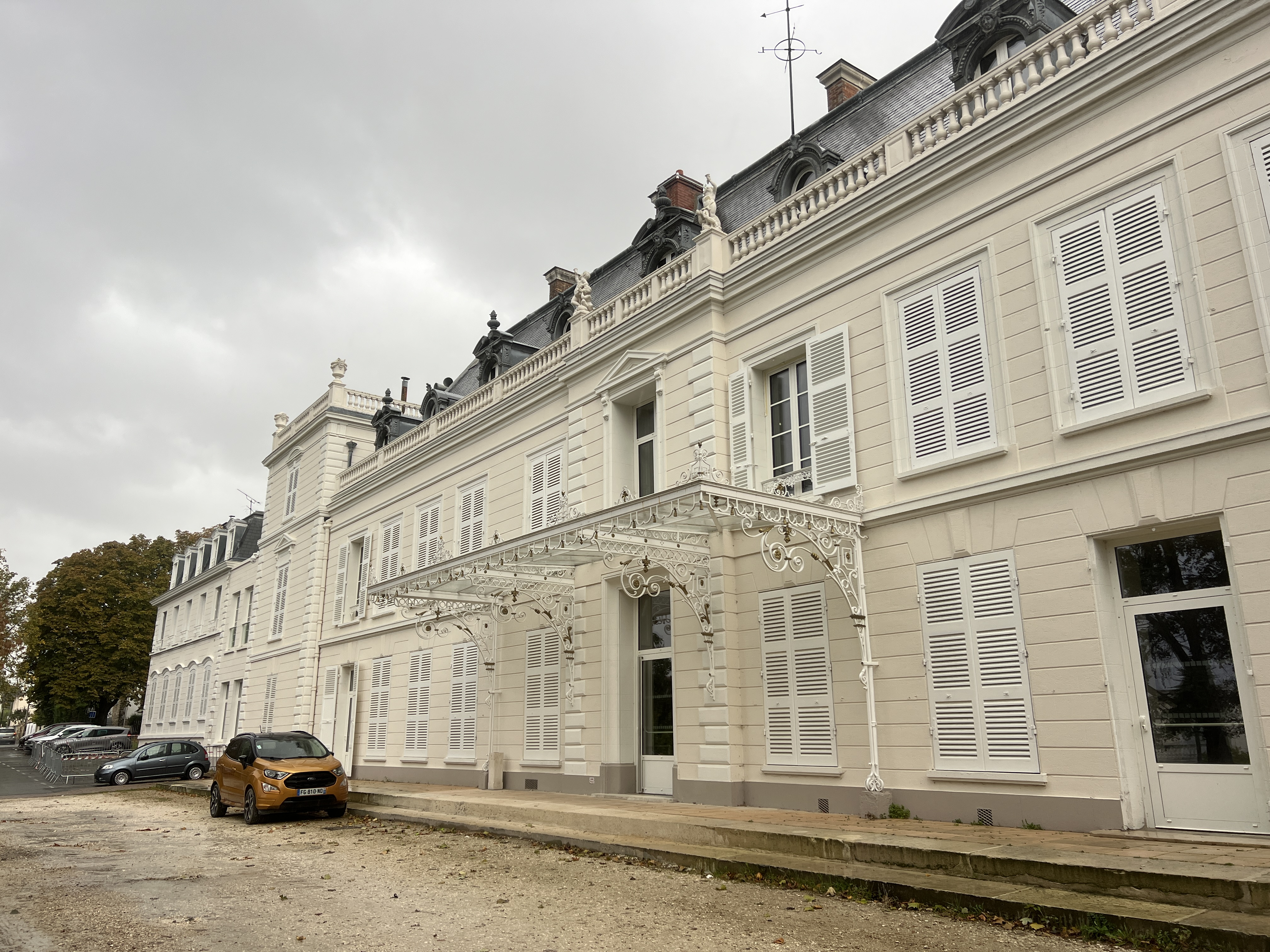
Hôtel de Ville - Ris-Orangis
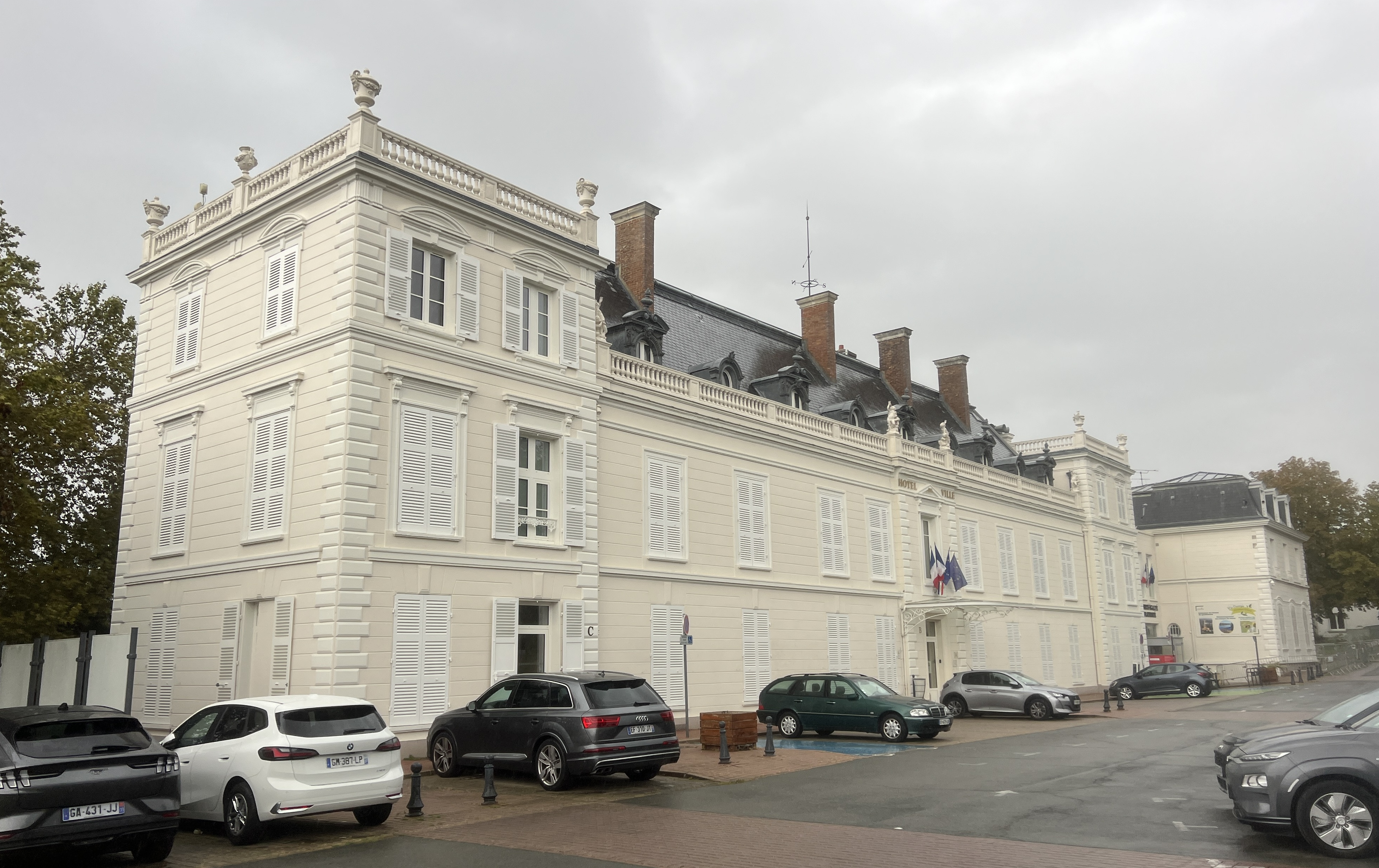
Hôtel de Ville - Ris-Orangis

#### Plans du domaine auxXVIIIeetXIXesiècle

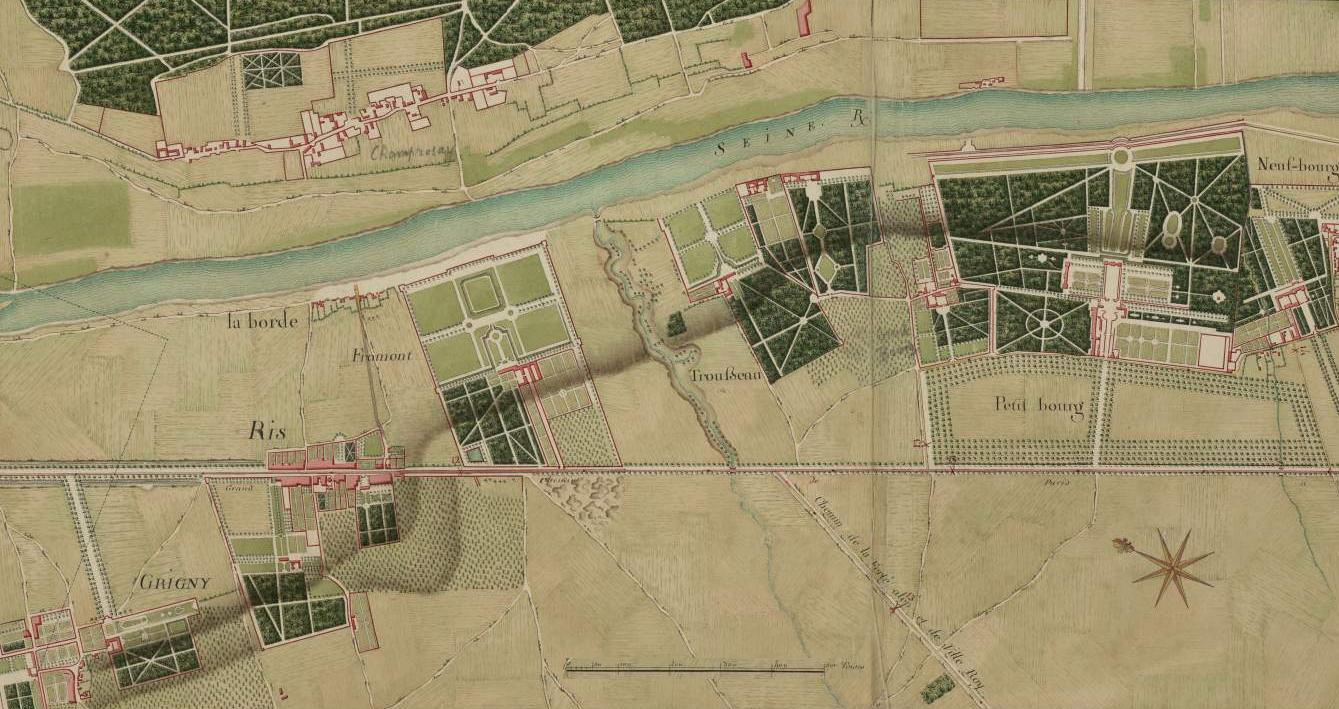
Détail de l'Atlas Trudaine, avec le parc de Fromont, milieu du XVIIIe siècle.
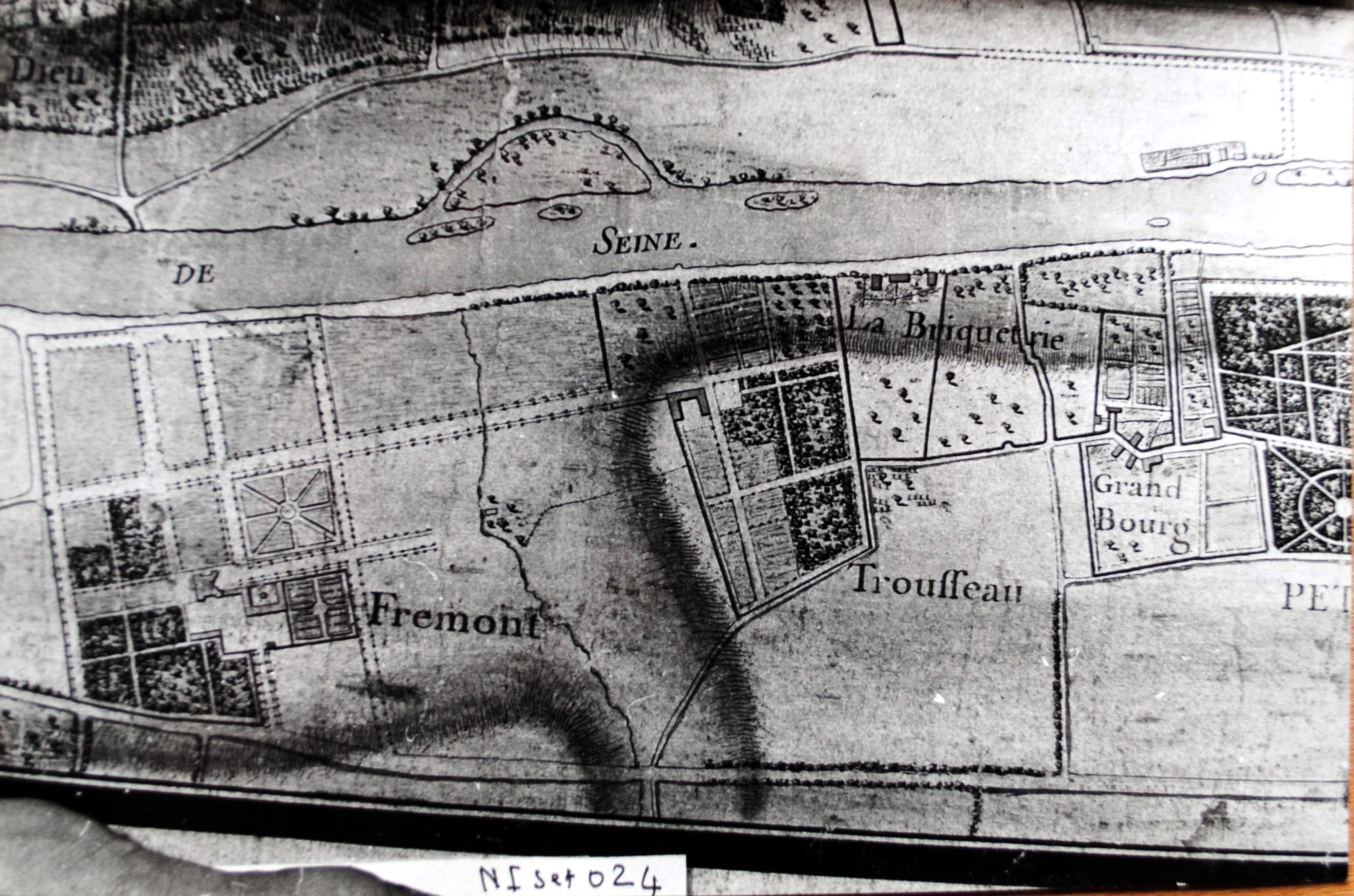
Plan d'intendance du château de Fromont. XVIIIe siècle.
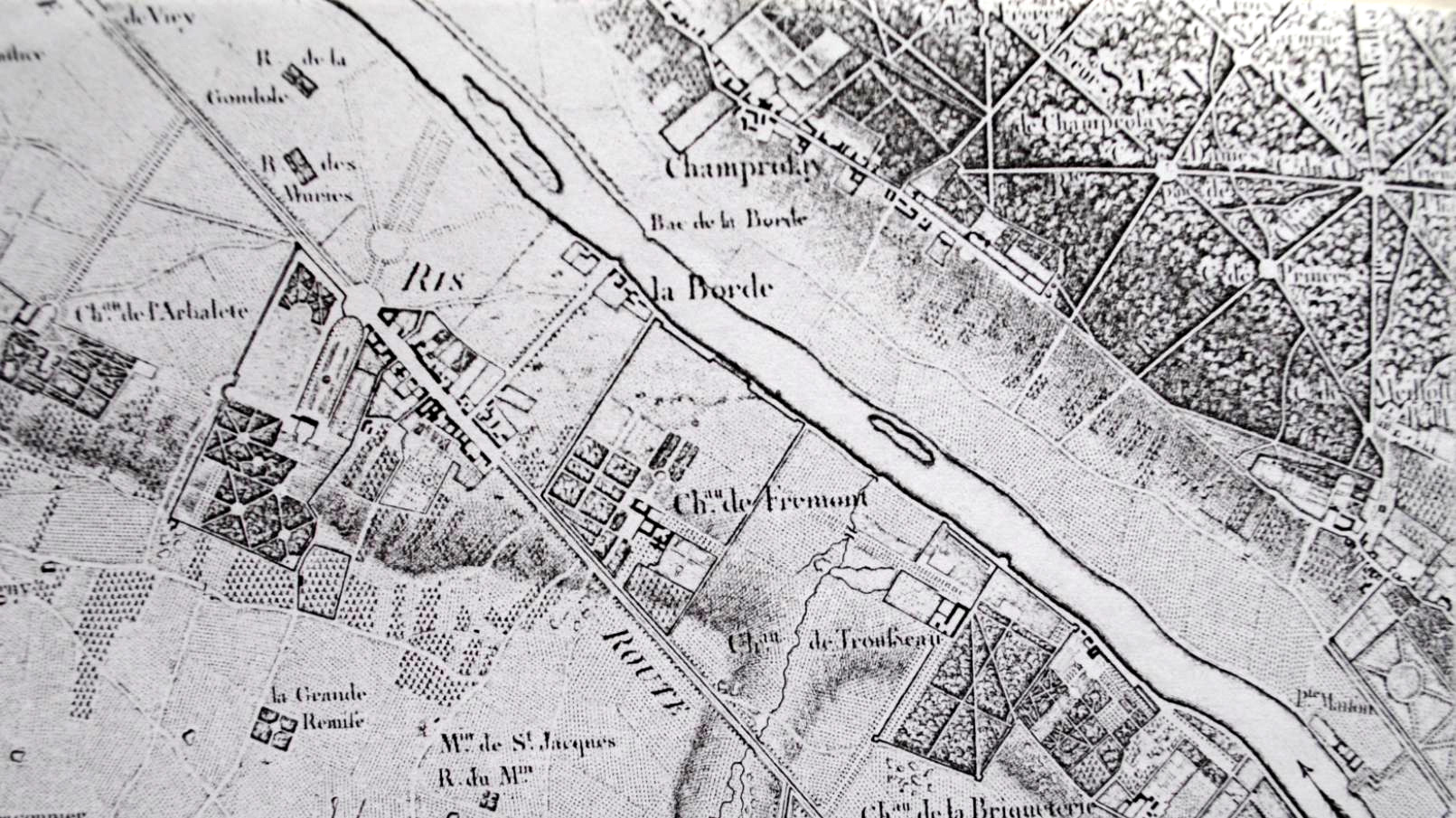
Plan du domaine et des environs, carte des chasses, XVIIIe siècle.
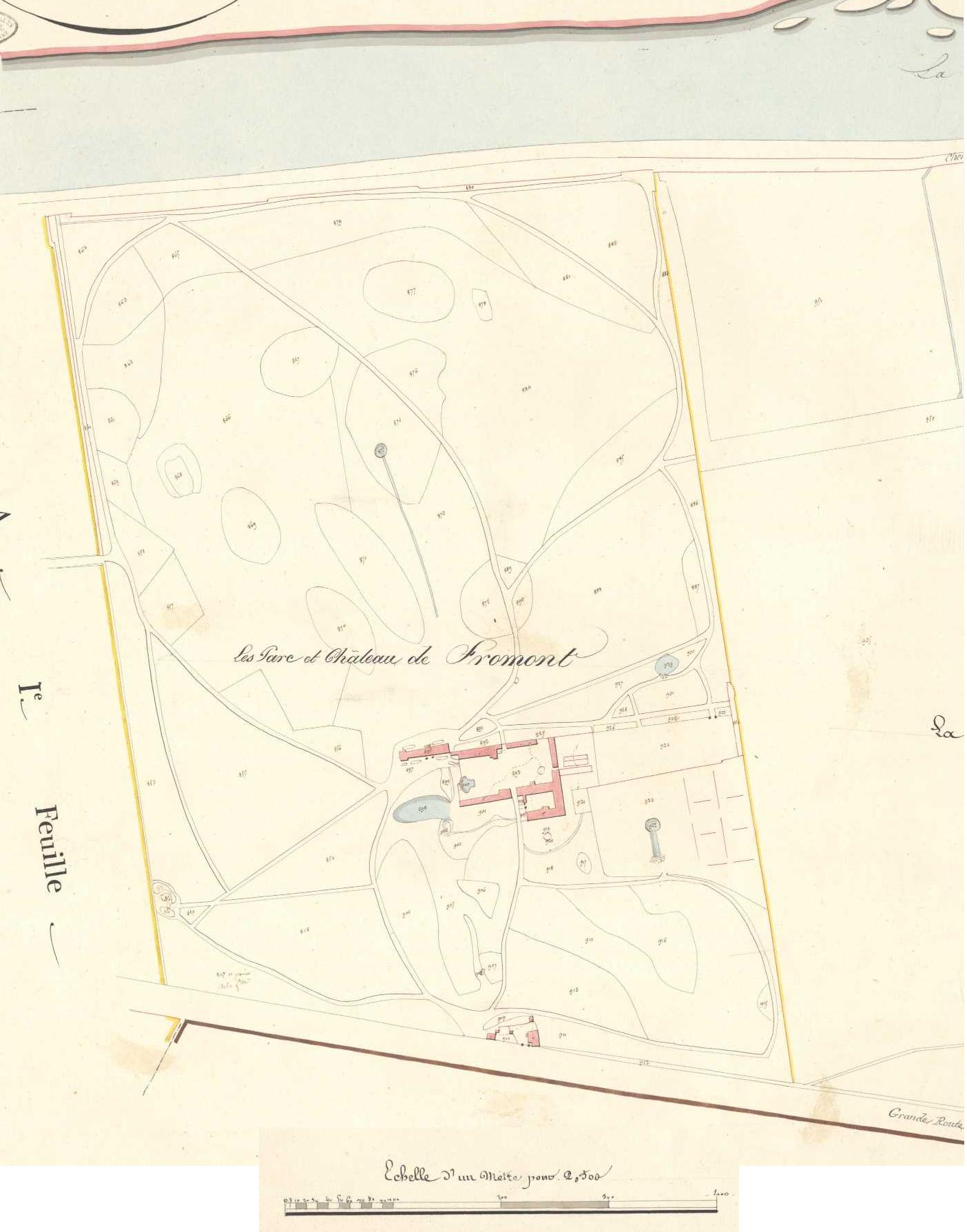
Plan cadastral napoléonien du domaine de Fromont, vers 1815.

### AuXIXesiècle: un exceptionnel jardin botanique
Étienne Soulange-Bodin, gendre d'Étienne Calmelet, transforma Fromont en 1829 en Institut d'horticulture et jardin botanique dont la célébrité était européenne. Le parc fut rempli d'arbres et de plantes aux essences les plus rares, acclimatées par ses soins, dont il reste encore quelques rares exemplaires, dont un splendide ginkgo biloba (ou arbre aux quarante écus), sur la pelouse face à l'Hôtel de Ville, du côté du bassin.
En 1829, Charles X, roi de France, vint visiter les serres et les jardins ainsi que l'orangerie (qui deviendra plus tard la salle des fêtes avant d'être transformée en habitations).
En 1841, dans sa Nouvelle histoire de Paris, J. de Gaulle confirme que Fromont renferme « une collection universelle, sans égale en Europe, de végétaux exotiques, plantes de serre chaude, d'orangerie, de terre de bruyères, des Alpes, d'Amérique et autres, les plus rares et les plus nouvelles parties du monde ».
En 1847, il fut acquis par le compositeur Fromental Halévy, puis il passa à son beau-frère, Hippolyte Rodrigues.

### Depuis leXXesiècle: la mairie de Ris-Orangis

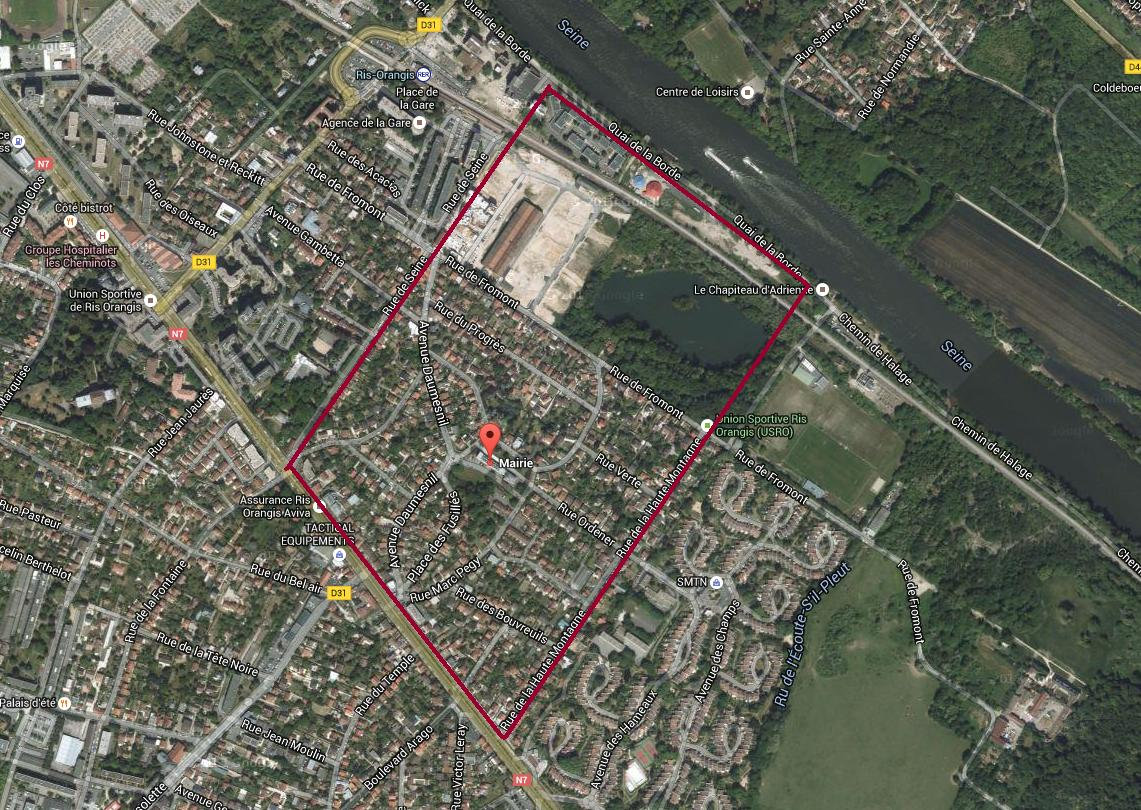
Schéma montrant l'emprise de l'ancien château de Fromont et de ses jardins disparus, sur le plan actuel, en 2016.

En 1917, une partie du domaine est achetée par les Boulonneries de Bogny-Brau, dont les usines de la région de Charleville sont envahies par les Allemands.
Les usines sont construites entre la rue de Fromont et la Seine, à côté de ce qui sera plus tard le domaine des alcools.
En 1926, le reste du parc fut acquis par Bernard Lévy, qui en fit un lotissement. La même année Albert Rémy, maire de Ris-Orangis, acheta le château et y installa la mairie.